# Black Sabbath
Black Sabbath byla anglická heavymetalová skupina, kterou v Birminghamu v roce 1968 založili zpěvák Ozzy Osbourne, kytarista Tony Iommi, baskytarista Geezer Butler a bubeník Bill Ward. Často jsou uváděni jako průkopníci heavy metalu. Kapela pomohla definovat žánr svými prvními třemi alby Black Sabbath (1970), Paranoid (1970) a Master of Reality (1971). Po Osbournově odchodu v roce 1979 prošla kapela několika změnami v sestavě, přičemž jediným stálým členem v celé jejich historii zůstal Tony Iommi.
Mezi předchozí jména skupiny patřila Polka Tulk Blues Band a Earth, ale v roce 1969 se kapela ustálila na názvu Black Sabbath. Vyznačovala se okultními tématy s hororovými texty a podladěnými kytarami. V listopadu 1969 podepsali smlouvu s Philips Records, v lednu 1970 vydali svůj první singl „Evil Woman“ a následující měsíc vyšlo jejich debutové album Black Sabbath. Ačkoli dostalo negativní kritickou odezvu, bylo komerční úspěchem, což vedlo k následné nahrávce Paranoid později ve stejný rok. Popularita kapely rostla a v roce 1973 s albem Sabbath Bloody Sabbath začali kritici reagovat příznivě. Na tomto albu, spolu se svým předchůdcem Vol. 4 (1972) a jeho následovníky Sabotage (1975), Technical Ecstasy (1976) and Never Say Die! (1978) kapela prozkoumala experimentálnější a progresivnější styly.
Osbournovo nadměrné užívání návykových látek vedlo v roce 1979 k jeho odchodu. Nahradil ho bývalý zpěvák Rainbow Ronnie James Dio se kterým Sabbathi nahráli tři alba, Heaven and Hell (1980), Mob Rules (1981) a živé album Live Evil (1982), přičemž na posledních dvou se objevil bubeník Vinny Appice, který nahradil Warda. Po odchodu Dia a Appice nahráli Iommi a Butler Born Again (1983) s tehdejším bývalým zpěvákem Deep Purple Ianem Gillanem a Wardem, který se vrátil za bicí, na následujícím turné ho ale nahradil tehdejší bubeník Electric Light Orchestra Bev Bevan. Black Sabbath se rozpadli v roce 1984 a Iommi v následujícím roce sestavil novou verzi kapely. Dalších dvanáct let prošla kapela mnoha personálními změnami, které zahrnovaly zpěváky Glenna Hughese, Raye Gillena a Tonyho Martina, stejně jako několik bubeníků a baskytaristů. V roce 1991 se Iommi znovu sešel s Butlerem, Diem a Appicem, aby nahráli album Dehumanizer (1992), ačkoli Dio a Appice koncem roku 1992 odešli. 
Původní sestava se znovu sešla v roce 1997 a následující rok vydala živé album Reunion. Na turné byli občas až do roku 2005, z nichž většina prošla zastávkou jako headliner každoročního Osbournova festivalu Ozzfest. Kapela si dala pauzu v roce 2006, kdy se sestava Mob Rules znovu sešla pod názvem Heaven & Hell, koncertovala v druhé půli prvního desetiletí nového tisíciletí a v roce 2009 vydala své jediné studiové album, The Devil You Know, než po Diově smrti v následujícím roce 2010 ukončila činnost. Původní sestava Black Sabbath se znovu sešla v roce 2011, ačkoli Ward odešel před nahráváním jejich posledního, devatenáctého, studiového alba 13 (2013). Během svého rozlučkového turné Black Sabbath odehráli svůj poslední koncert ve svém domovském městě Birminghamu dne 4. února 2017. Od té doby docházelo k občasným částečným setkáním. Např. Osbourne a Iommi společně vystoupili na závěrečném ceremoniálu Commonwealth Games v Birminghamu. Původní sestava se znovu sešla pro závěrečné vystoupení, které bylo posledním jak pro kapelu, tak pro Osbourna jako sólového umělce. Koncert s názvem Back to the Beginning se uskutečnil na stadionu Villa Park 5. července 2025. 17 dní po tomto koncertě Ozzy Osbourne zemřel.
Black Sabbath prodali do roku 2013 po celém světě přes 70 milionů desek, což z nich dělá jednu z komerčně nejúspěšnějších heavymetalových kapel. Black Sabbath, spolu s Deep Purple a Led Zeppelin, byli označováni jako „nesvatá trojice britského hard rocku a heavy metalu na počátku až poloviny sedmdesátých let“. MTV je zařadila jako „Největší metalovou skupinu všech dob“ a podle stanice VH1 a programu 100 Greatest Artists of Hard Rock se umístila na druhém místě mezi nejvýznamnějšími představiteli hard rocku, za skupinou Led Zeppelin.. Časopis Rolling Stone je zařadil na 85. místo v seznamu „100 největších umělců všech dob“. Black Sabbath byli uvedeni do UK Music Hall of Fame v roce 2005 a Rock and Roll Hall of Fame v roce 2006. Získali také dvě ceny Grammy za nejlepší metalový počin a v roce 2019 skupina obdržela cenu Grammy za celoživotní dílo.

## Historie

### 1968–1969: Vznik a začátky

Logo skupiny, které se poprvé objevilo na albu Master of Reality (1971).

Po rozpadu jejich předchozí kapely Mythology v roce 1968 se kytarista Tony Iommi a bubeník Bill Ward v Astonu v Birminghamu snažili založit heavy bluesrockovou kapelu. Přizvali basáka Geezera Butlera a zpěváka Ozzyho Osbourna, kteří spolu hráli v kapele Rare Breed, přičemž Osbourne umístil inzerát do místního hudebního obchodu: „OZZY ZIG Needs Gig – has own PA“. Nová skupina zpočátku nesla název Polka Tulk Blues Band, název převzatý buď od značky mastkového prášku nebo indického/pákistánského butiku s oděvy; přesný původ není jasný. Skupina Polka Tulk Blues Band zahrnovala slide kytaristu Jimmyho Phillipse, Osbournova přítele z dětství, a saxofonistu Alana „Akera“ Clarka. Po zkrácení názvu na Polka Tulk se kapela znovu přejmenovala na Earth (Osbourne tento název nenáviděl) a pokračovala jako čtyřčlenná bez Phillipse a Clarka. Iommi se začal znepokojovat, že Phillips a Clarke postrádají potřebnou oddanost a neberou kapelu vážně. Než aby je vyzvali k odchodu, tak se místo toho rozhodli rozejít a poté v tichosti reformovat kapelu jako čtyřčlennou. Zatímco skupina vystupovala pod přezdívkou Earth, nahrála několik dem od autora Normana Hainese, jako například „The Rebel“, „When I Came Down“ a „Song for Jim“. Poslední jmenovaná je odkazem na Jima Simpsona, který byl manažerem kapel Bakerloo Blues Line a Tea & Symphony a také trumpetistou skupiny Locomotive. Simpson nedávno založil nový klub s názvem Henry's Blueshouse v hotelu The Crown v Birminghamu a nabídl, že tam nechá Earth zahrát poté, co souhlasili, že se vzdají obvyklého honoráře pro předkapelu výměnou za trička zdarma. Odezva publika byla pozitivní a Simpson souhlasil, že bude dělat Earth manažera.
V prosinci 1968 Iommi náhle Earth opustil a připojil se k Jethro Tull. Přestože jeho působení v kapele bylo krátkodobé, tak se Iommi objevil s Jethro Tull v televizní show The Rolling Stones Rock and Roll Circus. Iommi byl nespokojený se směřováním Jethro Tull a do konce měsíce se vrátil k Earth. "Prostě to nebylo správné, tak jsem odešel," řekl Iommi. "Nejdřív jsem si myslel, že Tull jsou skvělí, ale moc jsem se nesnažil být v kapele lídrem, což byla cesta Iana Andersona. Z Tull jsem se vrátil s úplně novým přístupem. Naučili mě to, že aby ses dostal dál, tak na tom musíš pracovat.
Během hraní koncertů po Anglii v roce 1969 kapela zjistila, že si je pletou s jinou anglickou skupinou jménem Earth, a tak se rozhodli znovu změnit název (tato změna názvu vyvolala dobře známou debatu o údajném estetickém vlivu skupiny Coven, což ale britská kapela vždy odmítala). V kině přes ulici, kde měli zkušebnu, se promítal italský horor režiséra Maria Bavy Black Sabbath z roku 1963 s Borisem Karloffem v hlavní roli. Geezer Butler při sledování lidí, kteří stojí ve frontě na film, poznamenal: „je zvláštní, že lidé utrácejí tolik peněz, aby viděli děsivé filmy“. Osbourne a Butler poté napsali text k písni s názvem „Black Sabbath“, která byla inspirována dílem spisovatele hororů a dobrodružných příběhů Dennise Wheatleyho spolu s vizí, kterou měl Butler o černé siluetě postavy stojící u nohou jeho postele. Využití tritónu, známého také jako „ďáblův interval“, zlověstného zvuku písně a temný text posunuly kapelu temnějším směrem, což je příkrý kontrast k populární hudbě pozdních 60. let, kterým dominovala síla květin (Flower power), folk a kultura hippies. Frontman skupiny Judas Priest Rob Halford nazval skladbu „pravděpodobně nejzlověstnější písní, která kdy byla napsána“. Skupina inspirovaná novým zvukem v srpnu 1969 změnila název na Black Sabbath a rozhodla se zaměřit na psaní podobného materiálu ve snaze vytvořit hudební ekvivalent hororových filmů.

### 1969–1971:Black SabbathaParanoid

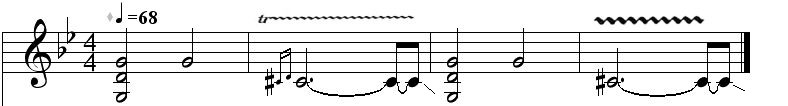
Přepis jejich typické skladby s názvem Black Sabbath

První vystoupení kapely pod názvem Black Sabbath se konalo 30. srpna 1969 ve Workingtonu v Anglii. V listopadu 1969 podepsali smlouvu s Philips Records a vydali svůj první singl „Evil Woman“ (cover od skupiny Crow), který byl nahrán v Trident Studios prostřednictvím dceřiné společnosti Philips Fontana Records v lednu 1970. Pozdější vydání byly zpracovány nově vzniklým vydavatelstvím progresivního rocku pro společnost Philips, Vertigo Records.
První větší prezentace Black Sabbath přišla v roce 1969, když se skupina objevila v radiovém pořadu Top Gear Johna Peela v roce 1969, kdy krátce před nahráváním jejich prvního alba předvedli britskému publiku skladby „Black Sabbath“, „N.I.B.“, „Behind the Wall of Sleep“ a „Sleeping Village“. Ačkoli se singl „Evil Woman“ nedostal do hitparády, kapela měla v listopadu dva dny ve studiu na nahrání debutového alba s producentem Rodgerem Bainem. Iommi vzpomíná na živé nahrávání: "Říkali jsme si: 'Máme na to dva dny a jeden z nich je mixování.' Takže jsme hráli živě. Ozzy současně zpíval, zavřeli jsme ho do samostatné kabinky a šli jsme na věc. Většinu věcí jsme nikdy nedali na podruhé.“

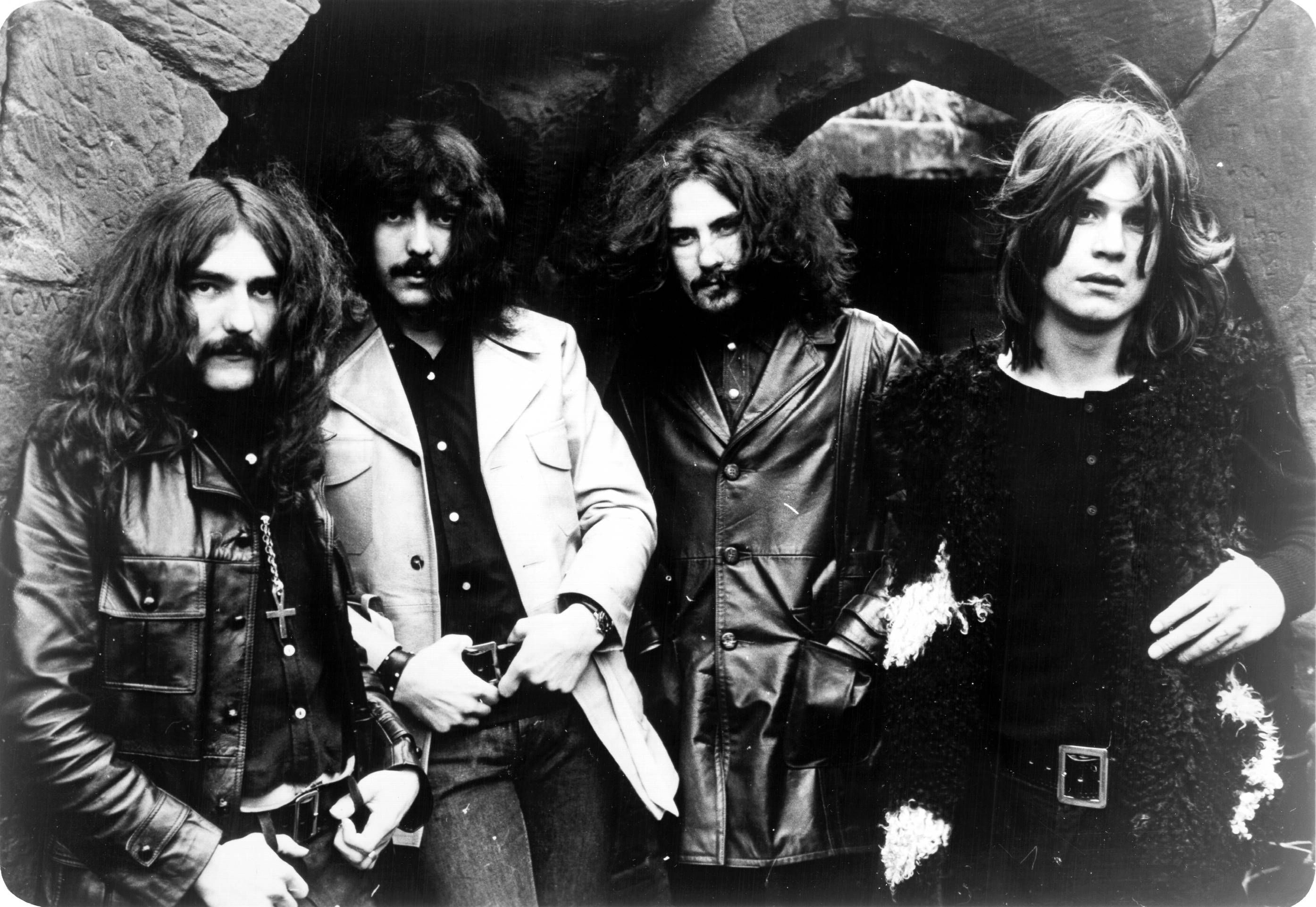
Black Sabbath v roce 1970 (zleva: Butler, Iommi, Ward, Osbourne)

Black Sabbath vyšlo v pátek 13. února 1970 a dostalo se na osmé místo v UK Albums Chart. Po vydání v USA a Kanadě v květnu 1970 u Warner Bros. Records se album dostalo na 23. místo v Billboard 200, kde se udrželo více než rok. Album od mnoha kritiků dostalo negativní recenze. Lester Bangs ho v recenzi Rolling Stone odmítl jako „Nesourodé džemování basy a kytary, které se vzájemně kutálejí jako velocitovaní speedfreakové po hudebních nápadech od jednoho k druhému, a přes jejich snahu nikdy nedospějí k souladu
“. Přestože bylo kritizováno, album se prodávalo dobře a bylo v pozornosti mainstreamu. Od té doby bylo v USA organizací Recording Industry Association of America (RIAA) a ve Spojeném království British Phonographic Industry (BPI) certifikováno jako platinové. V současnosti je obecně přijímáno jako první album heavy metalu.
Skupina se vrátila do studia v červnu 1970, pouhé čtyři měsíce po vydání Black Sabbath. Nové album mělo být původně pojmenováno War Pigs podle písně „War Pigs“, která byla kritická vůči vietnamské válce; nicméně, Warner změnil název alba na Paranoid. Hlavní singl alba „Paranoid“ byl napsán ve studiu na poslední chvíli. Ward vysvětluje: "Neměli jsme dost písní na album a Tony jen zahrál na kytaru [Paranoid] a bylo to. Trvalo to dvacet, dvacet pět minut od shora dolů." Jako singl vyšel v září 1970 a dostal se na čtvrté místo v UK Singles Chart a zůstal jediným top 10 hitem Black Sabbath. Album následovalo ve Velké Británii v říjnu 1970, kde se díky úspěchu singlu „Paranoid“ dostalo na první místo v UK Albums Chart.
Vydání v USA bylo odloženo na leden 1971, protože album Black Sabbath zde bylo stále v žebříčku v době vydání alba Paranoid ve Velké Británii. Album se v březnu 1971 v USA dostalo na 12. místo a prodalo se ho zde čtyři miliony kopií prakticky bez rozhlasového vysílání. Stejně jako jejich debut, i toto album kritici v době jeho vydání neuznávali, ale současní recenzenti, jako je Steve Huey z AllMusic, citují Paranoid jako „jedno z největších a nejvlivnějších heavymetalových alb všech dob“, které „definovalo zvuk a styl heavy metalu více než jakákoli jiná nahrávka v rockové historii“. Album se umístilo na 131. místě v seznamu 500 nejlepších alb všech dob časopisu Rolling Stone. Úspěch alba Paranoid v hitparádě umožnil kapele poprvé vyjet na turné po USA – jejich první americká show se konala v klubu Ungano's na 210 West 70th Street v New Yorku – a dala vzniknout vydání druhého singlu alba „Iron Man". I když se singlu nepodařilo dostat se do top 40, zůstává jednou z nejpopulárnějších písní Black Sabbath, stejně jako nejvýše hodnoceným americkým singlem kapely až do roku 1998, kdy vyšel „Psycho Man“.

### 1971–1973:Master of RealityaVol. 4
V únoru 1971, po jednorázovém vystoupení na Myponga Pop Festivalu v Austrálii, se Black Sabbath vrátili do studia, aby začali pracovat na svém třetím albu. Po úspěchu Paranoid v žebříčku měla skupina více času ve studiu spolu s „kufříkem plného peněz“ na nákup drog. "Dostávali jsme se do koksu, super," vysvětlil Ward. "Nakopávače, uzemňováky, metakvalon, cokoli chcete. Došlo to do fáze, kdy přicházíte s nápady a zapomínáte je, protože jste z toho byli prostě tak mimo."
Produkce byla dokončena v dubnu 1971 a v červenci skupina vydala album Master of Reality, pouhých šest měsíců po vydání Paranoid v USA. Album se dostalo do top 10 v USA a Spojeném království a bylo certifikováno jako zlaté za méně než dva měsíce, v 80. letech nakonec obdrželo platinovou certifikaci a dvojitou platinu na počátku 21. století. Obsahovalo první akustické písně Black Sabbath spolu s oblíbenými kusy mezi fanoušky „Children of the Grave“ a „Sweet Leaf“. Kritická odezva té doby byla obecně nepříznivá, Lester Bangs přinesl ambivalentní recenzi na Master of Reality v Rolling Stone, popisující závěrečné „Children of the Grave“ jako „naivní, zjednodušující, opakující se, absolutně monotónní – ale v tradici [rock 'n' rollu]...Jediným kritériem této hudby je vzrušení a to Black Sabbath má.“ (V roce 2003 Rolling Stone umístil album na 300. místo na jejich seznamu 500 největších alb všech dob.)
Po světovém turné Master of Reality v roce 1972 si kapela dala první přestávku po třech letech. Jak Ward vysvětlil: "Kapela začala být velmi vyčerpaná a velmi unavená. Byli jsme na cestách nepřetržitě, rok co rok, neustále jsme koncertovali a nahrávali. Myslím, že Master of Reality byl něco jako konec éry prvních tři alb, a rozhodli jsme se dát si s dalším albem na čas.“
V červnu 1972 se skupina znovu sešla v Los Angeles, aby začala pracovat na svém dalším albu ve studiu Record Plant. Ve studiu bylo na výrobu více času, proto experimentovali s novými zvukovými texturami, do nahrávání zakomponovali smyčce, klavír, orchestrální aranžmá a vícehlasé kompozice. Nahrávání bylo ale sužováno problémy, mnohé v důsledku problémů se zneužíváním návykových látek. Ward se snažil nahrát píseň „Cornucopia“ poté, co „seděl uprostřed místnosti a bral drogy“. Málem byl vyhozen. "Nenáviděl jsem tu píseň, byly tam některé části, které byly prostě...hrozné," řekl bubeník. "Nakonec jsem to pochytal, ale reakce, kterou jsem dostal, byla chladná od všech. Bylo to jako: 'No, jen jdi domů; teď nejsi k ničemu.“ Měl jsem pocit, že jsem to sfoukl, chystal jsem se dostat padáka.“ „Butler také nepovažoval výsledek za příliš dobrý. Přístup tehdejšího hudebního manažera se mu zdál spíše jako snaha o to, aby se co nejvíce zvyšovaly produkční náklady."
Album se původně jmenovalo Snowblind podle stejnojmenné písně, která pojednává o užívání kokainu. Nahrávací společnost název na poslední chvíli změnila na Black Sabbath, Vol. 4. Ward poznamenal: "Nebyl tu žádný díl 1, 2 nebo 3, takže je to opravdu dost hloupý titul." Vol. 4 vyšlo v září 1972, a přestože kritici byli odmítaví, dosáhlo zlatého statusu za méně než měsíc a bylo to čtvrté po sobě jdoucí vydání kapely, kterého se v USA prodal milion. "Tomorrow's Dream" byl vydán jako singl - první od "Paranoid" - ale nepodařilo se mu dosáhnout hitparády.
Po rozsáhlém turné po USA v roce 1973 skupina znovu odcestovala do Austrálie, následovalo první turné na Nový Zéland, než se přesunuli do pevninské Evropy. "Kapela byla rozhodně v dobách největší slávy," vzpomínal Ward, "v tom smyslu, že ještě nikdo úplně nevyhořel."

### 1973–1976:Sabbath Bloody SabbathaSabotage

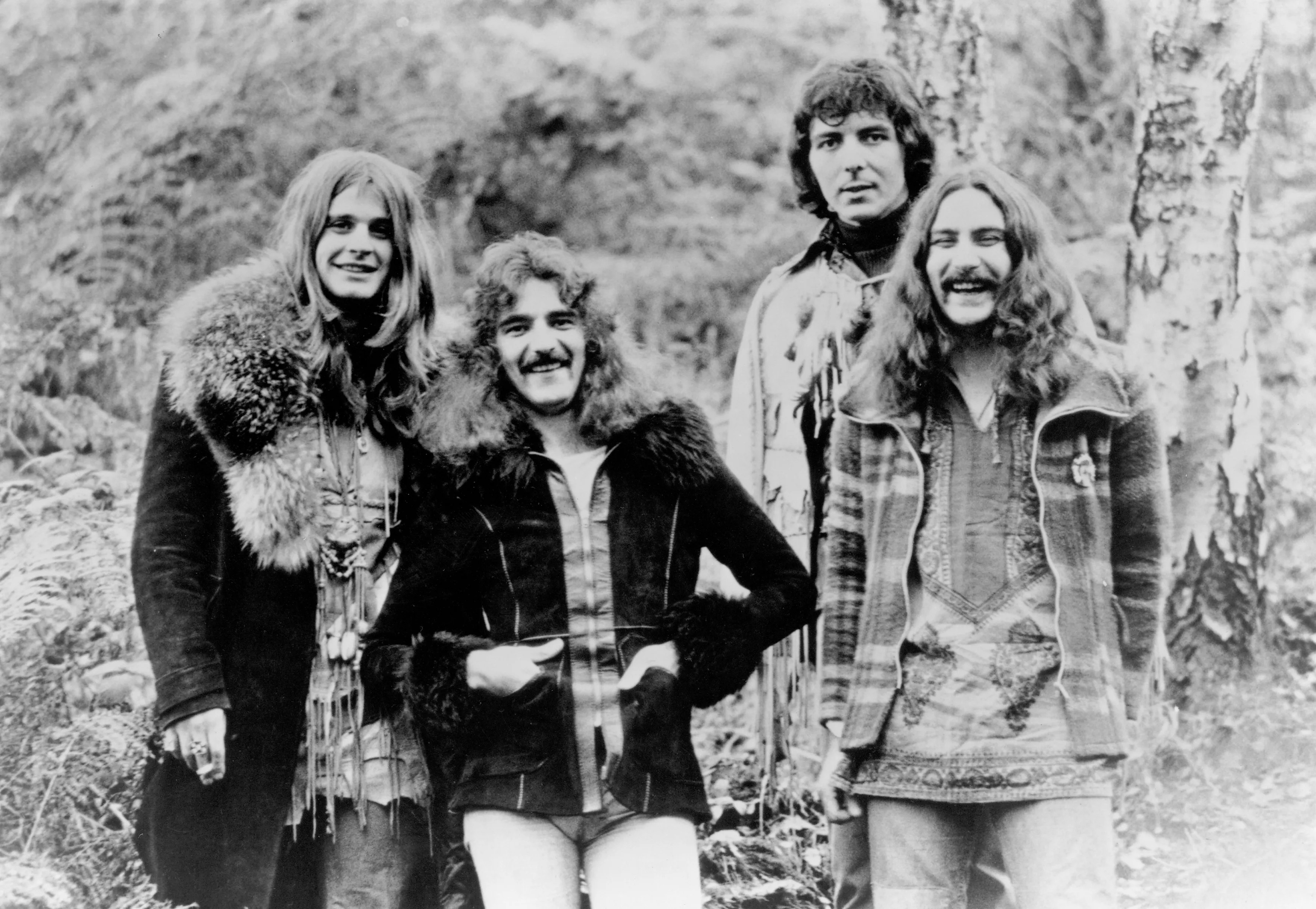
Původní sestava Black Sabbath v roce 1973 (zleva: Osbourne, Butler, Iommi, Ward)

Po světovém turné k albu Vol. 4. se Black Sabbath vrátili do Los Angeles, aby začali pracovat na svém dalším vydání. Skupina spokojená s albem Vol. 4 se snažila obnovit atmosféru nahrávání a vrátila se do studia Record Plant v Los Angeles. S novými hudebními inovacemi té doby byla kapela překvapena, když zjistila, že místnost, kterou dříve v Record Plant používali, byla nahrazena „obřím syntezátorem“. Skupina si pronajala dům v Bel Air a začala psát v létě 1973, ale částečně kvůli problémům s tvorbou obsahu a únavě nebyli schopni dokončit žádné písně. "Nápady nevycházely tak, jak byly na Vol 4., a opravdu jsme byli nespokojení," řekl Iommi. "Všichni tam seděli a čekali, až něco vymyslím. Prostě mě nic nenapadlo. A kdybych na nic nepřišel, nikdo by nic neudělal."
Po měsíci v Los Angeles bez výsledků se kapela rozhodla vrátit do Anglie. Pronajali si hrad Clearwell v The Forest of Dean. "Zkoušeli jsme v kobkách a bylo to opravdu strašidelné, ale mělo to nějakou atmosféru, vyčarovalo to věci a ty začaly znovu přicházet." Při práci v kobce Iommi přišel na hlavní riff "Sabbath Bloody Sabbath", který udával tón novému materiálu. Album bylo nahráno v Morgan Studios v Londýně Mikem Butcherem a stavělo na stylistických změnách zavedených na Vol. 4, nové písně obsahovaly syntezátory, smyčce a složité aranže. Klávesista Rick Wakeman byl přiveden jako studiový hráč a objevil se ve skladbě "Sabbra Cadabra".
V listopadu 1973 po vydání Sabbath Bloody Sabbath začali Black Sabbath získávat pozitivní recenze v mainstreamovém tisku, přičemž Gordon Fletcher z Rolling Stone označil album za „mimořádně poutavou záležitost“ a „nicméně za naprostý úspěch“. Pozdější recenzenti, jako je Eduardo Rivadavia z AllMusic, citují album jako „mistrovské dílo, nezbytné pro jakoukoli sbírku heavy metalu“, přičemž také vykazuje „nově nalezený smysl pro jemnost a vyspělost“. Album bylo pátým po sobě jdoucím platinovým albem prodávaným v USA, dosáhlo čtvrtého místa v UK Albums Chart a 11. místa v USA.
Skupina v lednu 1974 zahájila světové turné, které vyvrcholilo na festivalu California Jam v Ontariu v Kalifornii
6. dubna 1974. Black Sabbath přilákali přes 200 000 fanoušků a objevili se vedle populárních rockových a popových kapel ze 70. let jako Deep Purple, Eagles, Emerson, Lake & Palmer, Rare Earth, Seals & Crofts, Black Oak Arkansas a Earth, Wind & Fire. Části show byly vysílány na ABC Television v USA, čímž byla kapela vystavena širšímu americkému publiku. Ve stejném roce kapela změnila vedení a podepsala smlouvu s notoricky známým anglickým manažerem Donem Ardenem. Tento krok vyvolal smluvní spor s bývalým vedením Black Sabbath, a když byli na jevišti v USA, Osbourne byl předvolán k soudu, který vedl ke dvěma letům soudních sporů.
V únoru 1975 začali Black Sabbath pracovat na svém šestém albu, opět v Anglii v Morgan Studios ve Willesdenu, tentokrát s rozhodující vizí odlišit zvuk od Sabbath Bloody Sabbath. "Mohli jsme pokračovat a pokračovat dál a dál, být techničtější, používat orchestry a všechno ostatní, co jsme zvlášť nechtěli. Podívali jsme se na sebe a chtěli jsme udělat rockové album – Sabbath, Bloody Sabbath nebylo rockové album, opravdu“. Sabotage, produkované Black Sabbath a Mikem Butcherem, vyšlo v červenci 1975. Stejně jako u svého předchůdce se album zpočátku setkalo s příznivými recenzemi, přičemž Rolling Stone uvedl: „Sabotage není jen nejlepší nahrávka Black Sabbath od dob Paranoid, může to být jejich nejlepší vůbec“ i když pozdější recenzenti jako AllMusic poznamenali, že „kouzelná chemie, která učinila taková alba jako Paranoid a Volume 4 tak výjimečnými, se začala rozpadat.“
Sabotage se dostalo do top 20 jak v USA, tak ve Spojeném království, ale bylo i první vydání kapely, které v USA nedosáhlo platinového statusu, dosáhlo pouze zlaté certifikace. Ačkoli jediný singl na albu „Am I Going Insane (Radio)“ v hitparádě neuspěl, Sabotage obsahuje fanoušky oblíbené věci jako „Hole in the Sky“ a „Symptom of the Universe“. Black Sabbath koncertovali na podporu Sabotage s předkapelou Kiss, ale byli nuceni turné v listopadu 1975 zkrátit po nehodě na motorce, při které si Osbourne na zádech natrhl sval. V prosinci 1975 vydaly nahrávací společnosti kapely album největších hitů bez iniciativy skupiny s názvem We Sold Our Soul for Rock 'n' Roll. Album se v roce 1976 dostalo do hitparád a nakonec se ho v USA prodalo dva miliony kopií.

### 1976–1979:Technical Ecstasy,Never Say Die!a Osbournův odchod

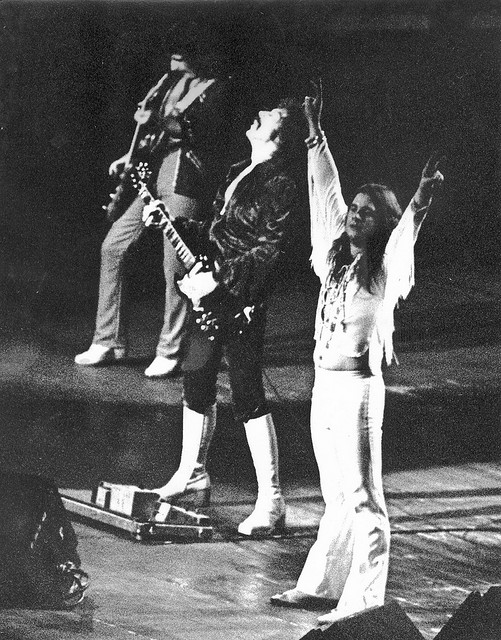
Black Sabbath roku 1977 v Madison Square Garden v New Yorku

Black Sabbath začali pracovat na svém dalším albu v Criteria Studios v Miami na Floridě v červnu 1976. Aby kapela rozšířila svůj zvuk, přidali hráče na klávesové nástroje Geralda Woodroffea, který se také v menší míře objevil už na Sabotage. Během nahrávání Technical Ecstasy Osbourne přiznává, že začal ztrácet o Black Sabbath zájem a začal zvažovat možnost spolupráce s jinými hudebníky. Nahrávání Technical Ecstasy bylo obtížné; v době, kdy bylo album dokončeno, byl Osbourne přijat do nemocnice Stafford County Asylum v Británii. Vyšlo 25. září 1976 se smíšenými recenzemi a – poprvé – pozdější hudební kritici dali albu méně příznivé retrospektivní recenze; dvě dekády po vydání dal AllMusic albu dvě hvězdičky a poznamenal, že se kapela „rozplétala alarmujícím tempem“. Album obsahovalo méně doomového, zlověstného zvuku předchozího úsilí a obsahovalo více syntezátorů a rychlejší tempo rockových písní. Technical Ecstasy se nedostalo do top 50 v USA a bylo to druhé po sobě jdoucí vydání kapely, které nedosáhlo platinového statusu, ačkoliv bylo později v roce 1997 certifikováno jako zlaté. Album obsahovalo skladbu "Dirty Women", které zůstála základem živých vystoupení, stejně jako Wardův první hlavní zpěv v písni "It's Alright". Turné na podporu Technical Ecstasy začalo v listopadu 1976, s předkapelami Boston a Ted Nugent v USA, a skončilo v Evropě s AC/DC v dubnu 1977.
Na konci roku 1977, během zkoušek na jejich další album a jen několik dní předtím, než byla skupina připravena vstoupit do studia, Osbourne skupinu náhle opustil. Iommi zavolal zpěvákovi Davu Walkerovi, dlouholetému příteli kapely, který byl dříve členem Fleetwood Mac a Savoy Brown, a informoval ho, že Osbourne kapelu opustil. Walker, který v té době stál v čele kapely Mistress, odletěl z Kalifornie do Birminghamu koncem roku 1977, aby napsal materiál a zkoušel s Black Sabbath. 8. ledna 1978 odehráli Black Sabbath své jediné živé vystoupení s Walkerem na vokálech, když zahráli ranou verzi písně „Junior's Eyes“ v televizním programu BBC „Look! Hear!“ Walker si to později připomněl, když byl v Birminghamu, narazil na Osbourna v hospodě a dospěl k závěru, že Osbourne nebyl plně odhodlán opustit Black Sabbath. "Poslední alba Black Sabbath pro mě byla velmi depresivní," řekl Osbourne. „Dělal jsem to kvůli tomu, co jsme mohli dostat z nahrávací společnosti, jen abychom ztloustli na pivu a vydali desku.“ Walker řekl, že během svého krátkého působení v USA napsal spoustu textů pro kapelu, ale žádný z nich nebyl nikdy použit. Pokud nějaké nahrávky těchto skladeb kapely kromě pořadu "Look! Hear!" stále existují, Walker říká, že si jich není vědom.
Osbourne se původně rozhodl vytvořit sólový projekt s bývalými členy Dirty Tricks Johnem Frazerem-Binniem, Terrym Horburym a Andym Biernem. Když byla nová kapela v lednu 1978 ve zkouškách, změnil Osbourne názor a znovu se připojil k Black Sabbath. "Tři dny předtím, než jsme měli jít do studia, se Ozzy chtěl vrátit do kapely," vysvětlil Iommi. "Nezpíval nic z toho, co jsme napsali s druhým hochem (Walkerem), takže to bylo velmi obtížné. Šli jsme do studia v podstatě bez písní. Psali jsme ráno, abychom mohli zkoušet a nahrávat v noci. Bylo to tak těžké, jako na běžícím pásu, protože jste nemohli mít čas přemýšlet o věcech. "Je to správné? Funguje to správně?" Bylo pro mě velmi těžké přijít s nápady a dát je dohromady tak rychle.“
Skupina strávila pět měsíců v Sounds Interchange Studios v Torontu v Ontariu v Kanadě psaním a nahráváním toho, z čehož vzniklo Never Say Die!. Trvalo to dost dlouho,“ říká Iommi. „Byli jsme totálně nadrogovaní, brali jsme spoustu drog. Šli jsme nahrávat, ale museli jsme to zabalit, protože jsme byli příliš sjetý. Nedokázali jsme se sehrát, každý hrál něco jiného. Vrátili jsme se, vyspali z toho a druhý den jsme to zkoušeli znovu.“ Album vyšlo v září 1978, ve Spojeném království se dostalo na 12. místo a v USA na 69. místo. Odezva amerického tisku byla nepříznivá a postupem času se nezlepšovala, přičemž Eduardo Rivadavia z AllMusic dvě desetiletí po vydání uvedl, že „nesoustředěné písně dokonale odrážejí napjaté personální problémy kapely a užívání drog“. Album obsahovalo singly „Never Say Die“ a „Hard Road“, které se oba dostaly do top 40 ve Spojeném království. Skupina se také podruhé objevila na BBC Top of the Pops, kde vystoupila s "Never Say Die". Trvalo téměř 20 let, než bylo album v USA certifikováno jako zlato.
Turné na podporu Never Say Die! začal v květnu 1978 s předkapelou Van Halen. Recenzenti označili vystoupení Black Sabbath za „unavené a neinspirované“, což je v ostrém kontrastu k „mladickému“ výkonu Van Halen, kteří byli na světovém turné poprvé. Kapela natočila vystoupení v Hammersmith Odeon v červnu 1978, které později vyšlo na DVD jako Never Say Die. Poslední vystoupení turné – a Osbournovo poslední vystoupení s kapelou až do pozdějších shledání – se konalo v Albuquerque v Novém Mexiku 11. prosince.
Po turné se Black Sabbath vrátili do Los Angeles a znovu si pronajali dům v Bel Air, kde strávili téměř rok prací na novém materiálu pro další album. Celá kapela užívala jak alkohol, tak jiné drogy, ale Iommi říká, že Osbourne „byl na úplně jiné úrovni“. Skupina přišla s novými nápady na písničky, ale Osbourne projevil malý zájem a odmítl je zpívat. Z tlaku ze strany nahrávací společnosti a frustrace z Osbournova nedostatku příspění, které se dostávaly do hlavy, učinil Iommi rozhodnutí Osbourna v roce 1979 vyhodit. Iommi věřil, že jedinou dostupnou možností je vyhodit Osbourna nebo úplně rozbít kapelu. "V té době Ozzy skončil," řekl Iommi. "Všichni jsme brali hodně drog, hodně koksu, hodně všeho a Ozzy se v tu dobu tolik opíjel. Měli jsme zkoušet a nic se nedělo. Bylo to jako: "Dneska zkoušet?" Ne, uděláme to zítra.“ Opravdu se to tak zhoršilo, že jsme nic neudělali. Prostě to zhaslo.“ Ward, který si byl s Osbournem blízký, byl vybrán Tonym Iommim, aby zpěvákovi zprávu oznámil 27. dubna 1979. "Doufám, že jsem byl profesionál, ve skutečnosti jsem možná nebyl. Když jsem opilý, jsem hrozný, jsem hrozný," řekl Ward. "Alkohol byl rozhodně jednou z nejškodlivějších věcí pro Black Sabbath. Bylo nám souzeno se navzájem zničit. Kapela byla toxická, velmi toxická."

### 1979–1982: Příchod Dia,Heaven and HellaMob Rules

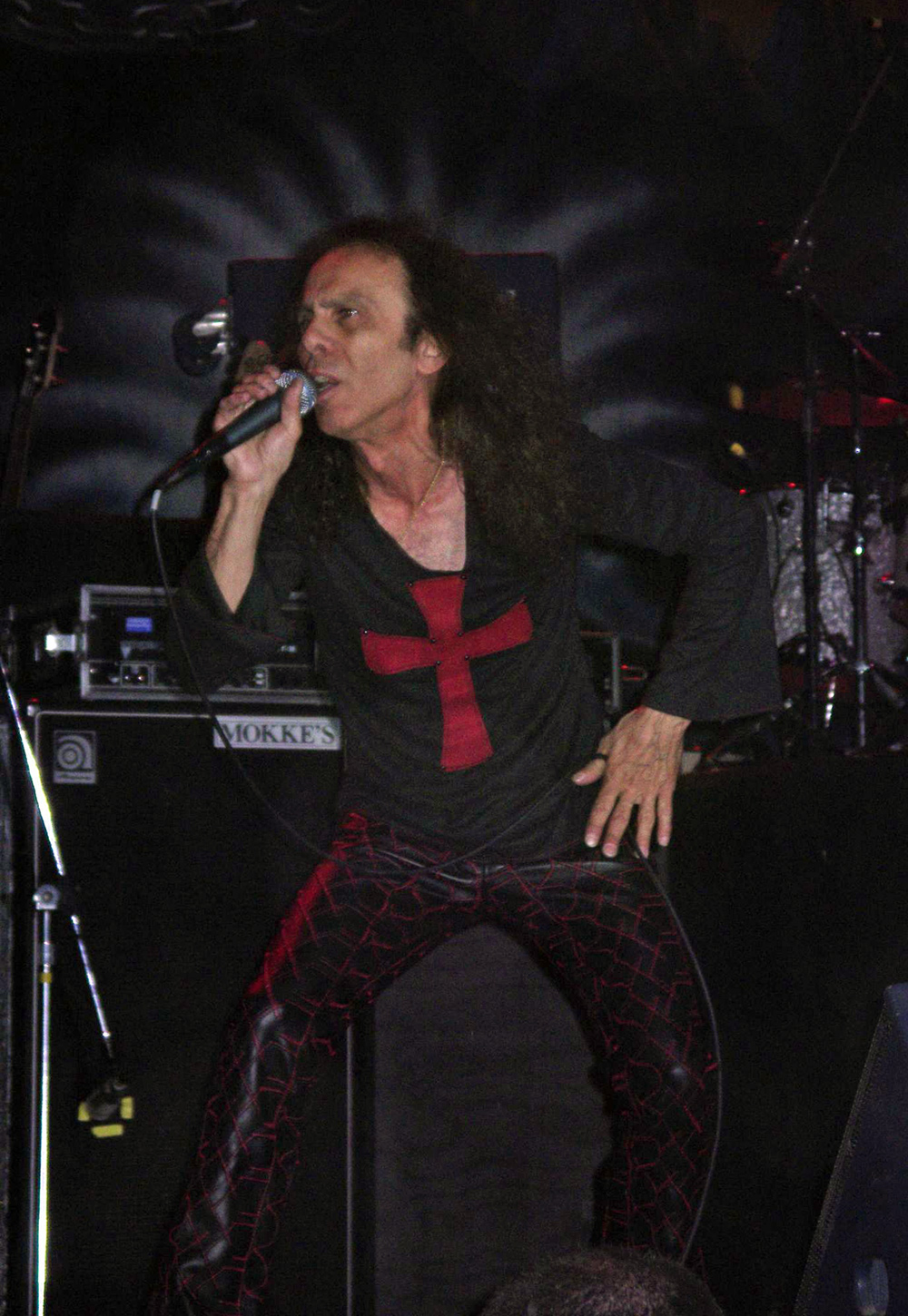
První působení Ronnieho Jamese Dia jako zpěváka Black Sabbath trvalo od roku 1979 do roku 1982.

Sharon Arden (později Sharon Osbourne), dcera manažera Black Sabbath Dona Ardena, navrhla v roce 1979 bývalého zpěváka Rainbow Ronnieho Jamese Dia, aby nahradil Ozzyho Osbourna. Don Arden se v tuto chvíli stále snažil Osbourna přesvědčit, aby se znovu ke kapele připojil, protože původní sestavu považoval za nejziskovější. Dio se oficiálně připojil v červnu a kapela začala psát materiál pro své další album. Díky výrazně odlišnému vokálnímu stylu od Osbourna, znamenal Diův příchod ve zvuku Black Sabbath změnu. "Byli úplně jiní," vysvětluje Iommi. "Nejen hlasově, ale i postojově. Ozzy byl skvělý showman, ale když přišel Dio, byl to jiný přístup, jiný hlas a jiný hudební přístup, pokud jde o zpěv. Dio zpíval přes riff, zatímco Ozzy riff následoval, jako v "Iron Man". Ronnie přišel a dal nám ve psaní jiný úhel pohledu."
V září 1979 z osobních důvodů dočasně kapelu opustil Geezer Butler. Podle Dia skupina původně najala na baskytaru Craiga Grubera, se kterým Dio dříve hrál ve skupinách Elf a Rainbow, aby s psaním nového alba pomohl. Gruber byl brzy nahrazen Geoffem Nichollsem z Quartz. Nová sestava se vrátila do Criteria Studios v listopadu, aby začala nahrávat. Butler se do kapely vrátil v lednu 1980 a Nicholls se přesunul ke klávesám. Heaven and Hell vyšlo 25. dubna 1980, produkované Martinem Birchem a s velkým ohlasem u kritiků. Více než deset let po vydání, AllMusic řekl, že album bylo "jednou z nejlepších nahrávek Sabbath, kapela zní jako znovuzrozená a plná energie." Heaven and Hell dosáhlo ve Spojeném království devátého místa a na 28. místa v USA, čímž se stalo nejvýše hodnoceným album kapely od dob Sabotage. Album se nakonec v USA prodalo milion kopií a kapela se vydala na rozsáhlé světové turné, na kterém se 17. dubna 1980 v Německu poprvé živě objevila s Diem. Bylo to na turné, kde se Dio stal oblíbeným díky znamení „ďáblovy rohy“ (vztyčený ukazovák a malíček), které se stalo symbolem heavy metalu.
V průběhu roku 1980 Black Sabbath po USA koncertovali s Blue Öyster Cult na turné „Black and Blue“. Vystoupení v Nassau Coliseum v Uniondale v New Yorku bylo natočeno pro Don Kirshner's Rock Concert a později uvedeno v kinech v roce 1981 jako Black and Blue. 26. července 1980 skupina hrála 75 000 fanouškům ve vyprodaném Los Angeles Memorial Coliseum s Journey, Cheap Trick a Molly Hatchet. Další den se kapela objevila na 1980 Day on the Green v Oakland Coliseum. Bývalý label Black Sabbath v Anglii vydal během turné živé album sesbírané ze sedm let starého vystoupení s názvem Live at Last bez jakékoli iniciativy kapely. Album dosáhlo pátého místa britského žebříčku a došlo k znovuvydání skladby "Paranoid" jako singlu, který se dostal do top 20.
18. srpna 1980, po vystoupení v Minneapolis, opustil kapelu Ward. "Bylo pro mě nesnesitelné dostat se na pódium bez Ozzyho. A pil jsem 24 hodin denně, můj alkoholismus se zrychlil." Geezer Butler uvedl, že po Wardově poslední show přišel bubeník opilý s tím, že „by mohl být také Marťan“. Ward se pak naštval, sbalil si věci a nasedl do autobusu k odjezdu. Po Wardově náhlém odchodu skupina najala bubeníka Vinnyho Appice. Další potíže pro skupinu přišly během jejich koncertu 9. října 1980 v Milwaukee Areně, který se zvrhl ve vzpouru, která způsobila v aréně škody ve výši 10 000 $ a vyústila ve 160 zatčení. Podle Associated Press: "Dav převážně dospívajících mužů se nejprve rozzuřil při vystoupení Blue Oyster Cult" a poté začal být neklidný, když hodinu čekal, než Black Sabbath začnou hrát. Někdo z publika hodil pivní lahví, která zasáhla basáka Butlera a účinně ukončila show. "Kapela pak náhle zastavila své vystoupení a začala odcházet", zatímco se dav bouřil.

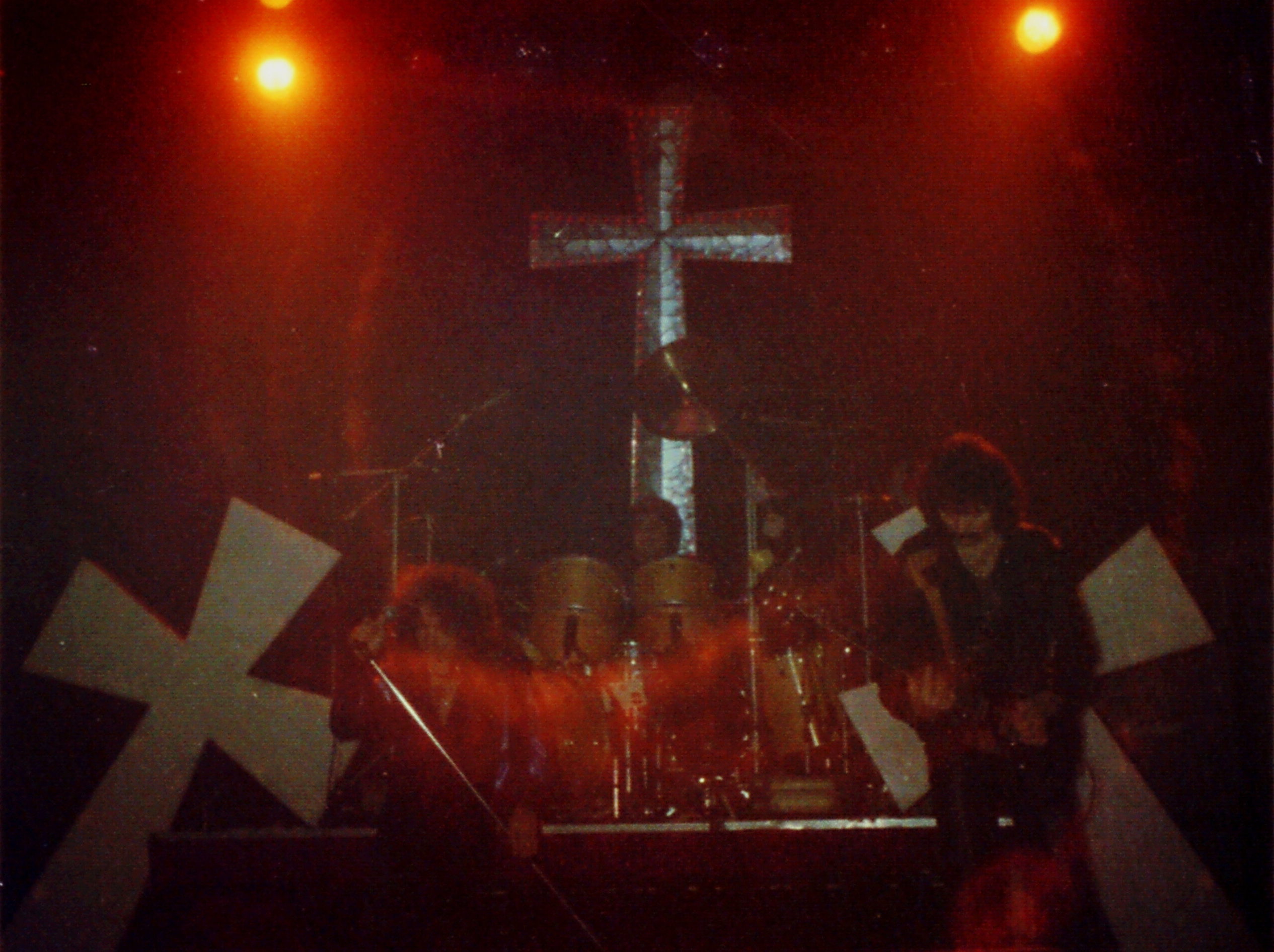
Koncert Black Sabbath v Cardiffu v roce 1981

Skupina dokončila světové turné Heaven and Hell v únoru 1981 a vrátila se do studia, aby začala pracovat na svém dalším albu. Druhé studiové album Black Sabbath, které produkoval Martin Birch a na kterém účinkoval zpěvák Ronnie James Dio, Mob Rules, vyšlo v říjnu 1981. Fanoušky bylo přijato dobře, ale kritiky už méně. Recenzent Rolling Stone J. D. Considine dal albu jednu hvězdu s tvrzením, že „Mob Rules ukazuje kapelu tupou a nadýmavou jako vždy“. Stejně jako většina dřívějších prací skupiny pomohl čas zlepšit názory hudebního tisku. Deset let po jejím vydání nazval Eduardo Rivadavia z AllMusic Mob Rules „velkolepou nahrávkou“. Album bylo certifikováno jako zlaté a dostalo se do top 20 britského žebříčku. Titulní skladba alba, „The Mob Rules“, která byla nahrána ve starém domě Johna Lennona v Anglii, byla také uvedena v animovaném filmu Heavy Metal z roku 1981, ačkoli filmová verze je alternativní a liší se od verze z alba.
Neupravené vydání koncertní nahrávky Live at Last (pořízené ještě s Ozzym během turné 1972 Volume 4 Tour) podnítilo skupinu kvalitně nahrát živák z turné Mob Rules po Spojených státech v Dallasu, San Antoniu a Seattlu v roce 1982 s názvem Live Evil. Během procesu mixáže alba se Iommi a Butler pohádali s Diem. Iommi a Butler, dezinformovaní svým tehdejším mixážním zvukařem, obvinili Dia, že se v noci vplížil do studia, aby zvýšil hlasitost svých vokálů. Navíc Dio nebyl spokojen s jeho obrázky na obalu. Butler také obvinil Dia a Appice z práce na sólovém albu během mixování alba, aniž by to řekli ostatním členům Black Sabbath. "Ronnie chtěl do věcí víc mluvit," řekl Iommi. "A Geezera to rozčilovalo, a to je místo, kde nastala ta hniloba. Live Evil je moment, kdy se to všechno zhroutilo. Ronnie chtěl dělat víc svých věcí a zvukař, kterého jsme v té době měli ve studiu, nevěděl, co dělat, protože Ronnie mu říkal jednu věc a my jsme mu říkali jinou. Na konci dne jsme jen řekli: 'A je to, kapela skončila'." "Když přijde čas na zpěv, nikdo mi neříká, co mám dělat. Nikdo! Protože nejsou tak dobří jako já, takže dělám, co chci," řekl později Dio. "Odmítám poslouchat Live Evil, protože je tam příliš mnoho problémů. Když se podíváte na titulky, vokály a bicí jsou uvedeny stranou. Otevřete album a zjistěte, kolik je tam obrázků Tonyho a jak málo mně a Vinnyho.“
Ronnie James Dio opustil Black Sabbath v listopadu 1982, aby založil vlastní kapelu a vzal si s sebou bubeníka Vinnyho Appice. Live Evil vyšlo v lednu 1983, ale bylo zastíněno platinově prodávaným albem Ozzyho Osbourna Speak of the Devil.

### 1982–1984: Gillan jako zpěvák aBorn Again

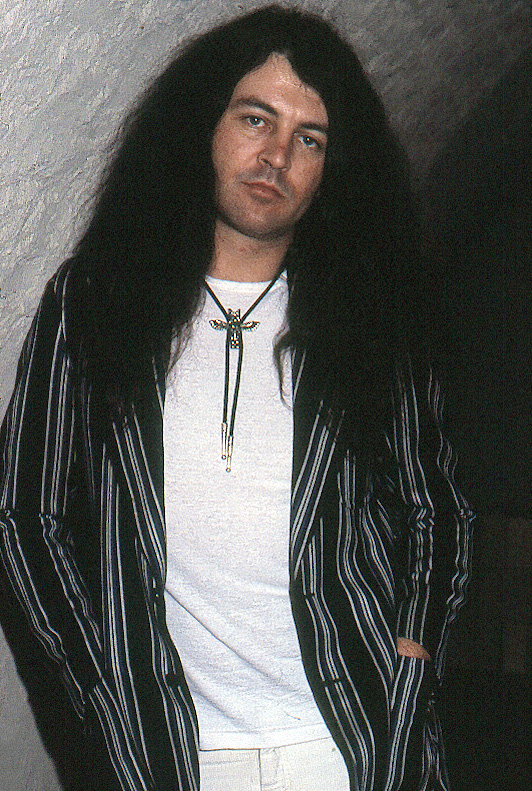
Ian Gillan s Black Sabbath nahrál jedno album Born Again z roku 1983.

Zbývající původní členové, Iommi a Butler, začali zkoušet zpěváky pro další album. Zvažováni byli David Coverdale z Deep Purple a Whitesnake, Nicky Moore ze Samson a John Sloman z Lone Star. Iommi ve své autobiografii uvádí, že konkurzu se zúčastnil i Michael Bolton. Kapela se v prosinci 1982 rozhodla pro bývalého zpěváka Deep Purple Iana Gillana, který Dia nahradil. Projekt se původně neměl jmenovat Black Sabbath, ale tlak ze strany vydavatelství skupinu donutil si název ponechat. Skupina vstoupila do The Manor Studios v Shipton-on-Cherwell v Oxfordshire v červnu 1983 s navráceným a nově střízlivým Billem Wardem za bicími. "To bylo úplně první album, které jsem nahrál čistě a střízlivě," vzpomínal Ward. „Opil jsem se až poté, co jsem dokončil všechnu svou práci na albu – což nebyl moc dobrý nápad...šedesát až sedmdesát procent mé energie zabralo učení se, jak přežít den, aniž bych se napil a na album se zbylo třicet procent.“
Born Again (7. srpna 1983) bylo kritikou po vydání strháno. Navzdory tomuto negativnímu přijetí se ve Spojeném království dostalo na čtvrté místo a na 39. místo v USA. Dokonce i tři desetiletí po vydání označil Eduardo Rivadavia z AllMusic album za „příšerné“ a poznamenal, že „Gillanův bluesový styl a humorné texty jsou naprosto neslučitelné s pány zkázy a temnoty“.
Ward, který nemohl koncertovat kvůli tlaku na cestách, kapelu opustil. "S myšlenkou na turné jsem se rozpadl," vysvětlil později. "Z turné jsem měl tolik strachu, o strachu jsem nemluvil, místo toho jsem ze strachu pil a to byla velká chyba." Pro turné '83–'84 ho nahradil bývalý bubeník Electric Light Orchestra Bev Bevan (turné je často neoficiálně označované jako 'Feighn Death Sabbath '83–'84' World Tour). Šňůra začala v Evropě s Diamond Head a později v USA s kapelami Quiet Riot a Night Ranger. Kapela byla v roce 1983 headlinerem Reading Festivalu v Anglii a jako přídavek zahrála "Smoke on the Water" od Deep Purple.
Turné na podporu Born Again zahrnovalo obří sadu monumentu Stonehenge. V pohybu byl později parodován ve filmu Hraje skupina Spinal Tap, kde skupina udělala chybu při objednání sady. Butler vysvětluje:
Jako manažera jsme měli otce Sharon Osbourne, Dona Ardena. Přišel s myšlenkou, že scénou bude Stonehenge. Zapsal rozměry a dal je našemu tour manažerovi. Zapsal to v metrech, ale chtěl to zapsat ve stopách. Lidé, kteří to udělali, viděli patnáct metrů místo patnácti stop. Byl vysoký 45 stop a nikde se nevešel na žádné pódium, takže jsme ho prostě museli nechat ve skladu. Jeho výroba stála jmění, ale na zemi nebyla žádná budova, do které by se to vešlo.

### 1984–1987: Pauza, Hughes jako zpěvák,Seventh Star, a Gillen jako zpěvák
Po skončení turné Born Again v březnu 1984 zpěvák Ian Gillan Black Sabbath opustil, aby se znovu připojil k Deep Purple, kteří se po dlouhé odmlce vrátili. Bevan odešel ve stejnou dobu a Gillan poznamenal, že on a Bevan se cítili jako „najatá pomoc“ od Iommiho. Skupina poté přijala neznámého zpěváka z Los Angeles jménem David Donato a Ward se ke skupině znovu připojil. Nová sestava psala a zkoušela po celý rok 1984 a nakonec v říjnu nahrála demo s producentem Bobem Ezrinem. Nespokojena s výsledky se kapela krátce poté s Donatem rozešla. Ward, rozčarovaný rotující sestavou kapely, odešel krátce poté, co prohlásil „Toto nejsou Black Sabbath“. Butler opustil Sabbat v listopadu 1984 a založil sólovou kapelu. "Když to převzal Ian Gillan, tím to pro mě skončilo," řekl. "Myslel jsem, že je to jen vtip. Když jsme se dali dohromady s Gillanem, nemělo to být album Black Sabbath. Po dokončení jsme album dali Warner Bros. Oni řekli, že ho vydají jako album Black Sabbath a my jsme ztratili půdu pod nohama. Byl jsem z toho opravdu rozčarovaný a Gillan byl také parádně nasranej. Bylo to všechno na jedno album a na jedno turné a stačilo".
Jedním zpěvákem, o jehož postavení se vedou spory, jak uvnitř, tak mimo Black Sabbath, je křesťanský evangelík a bývalý frontman skupiny Joshua Jeff Fenholt. Ten trvá na tom, že byl zpěvákem v Black Sabbath mezi lednem a květnem 1985. Iommi to nikdy nepotvrdil. Fenholt podává podrobný popis v knize Garryho Sharpe-Younga Sabbath Bloody Sabbath: The Battle for Black Sabbath.
Po odchodu Warda a Butlera dal jediný zbývající původní člen Iommi Black Sabbath pauzu a začal pracovat na sólovém albu s dlouholetým klávesistou Black Sabbath Geoffem Nichollsem. Zatímco pracovali na novém materiálu, původní sestava Sabbath souhlasila s Live Aid Boba Geldofa, kde vystoupili na show ve Filadelfii 13. července 1985. Tato událost – která také představovala reuniony The Who a Led Zeppelin – znamenala první vystoupení původní sestavy na pódiu od roku 1978. "Všichni jsme byli opilí, když jsme dělali Live Aid," vzpomínal Geezer Butler, "ale všichni jsme se opili každý zvlášť."
Když se Iommi vrátil ke své sólové práci, přizval basáka Dava Spitze (ex-Great White), bubeníka Erica Singera a původně zamýšlel použít několik zpěváků, včetně Roba Halforda z Judas Priest, bývalého zpěváka Deep Purple a Trapeze Glenna Hughese a bývalého zpěváka Black Sabbath Ronnieho James Dia. Tento plán nezafungoval, jak předpovídal. "Chtěli jsme na albu použít různé vokalisty, hostující zpěváky, ale bylo tak těžké dát to dohromady a získat nahrávky od jejich nahrávacích společností. Glenn Hughes přišel, aby zazpíval jednu skladbu, a rozhodli jsme se ho použít na celém albu."

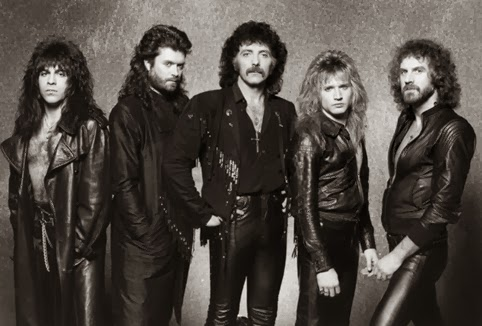
Black Sabbath v roce 1986 (zleva: Dave Spitz, Glenn Hughes, Tony Iommi, Eric Singer a Geoff Nicholls)

Skupina strávila zbytek roku ve studiu, kde nahrávala materiál, ze kterého vzešlo album Seventh Star (1986). Warner Bros. odmítli vydat album jako sólovou práci Tonyho Iommiho, místo toho trvali na použití názvu Black Sabbath. Na nátlak manažera kapely, Dona Ardena, došlo ke kompromisu a v lednu 1986 vydali album jako „Black Sabbath featuring Tony Iommi“. "Otevřelo to celou plechovku červů," vysvětlil Iommi. „Kdybychom to mohli udělat jako sólové album, bylo by to přijato mnohem více.“ Seventh Star znělo málo jako album Black Sabbath, místo toho obsahovalo prvky popularizované hardrockovou scénou na Sunset Strip v 80. letech. Kritici té doby album grilovali, i když pozdější recenzenti jako AllMusic album viděli v lepším světle a označili za „často nepochopené a podceňované“.
Nová sestava zkoušela šest týdnů a připravovala se na kompletní světové turné, i když skupina byla nakonec nucena použít jméno Black Sabbath. "Byl jsem v 'projektu Tony Iommi', ale nebyl jsem v přezdívce Black Sabbath," řekl Hughes. "Myšlenka být v Black Sabbath mě vůbec neoslovila. Glenn Hughes zpívající v Black Sabbath je jako James Brown zpívající v Metallice. To nebude fungovat." Jen čtyři dny před začátkem turné se Hughes pohádal v baru s produkčním manažerem kapely Johnem Downingem, který roztříštil zpěvákovu kost v okolí očnice. Zranění narušilo Hughesovu schopnost zpívat a kapela přivedla zpěváka Raye Gillena, aby pokračoval v turné s W.A.S.P. a Anthrax, ačkoli téměř polovina termínů v USA by byla zrušena kvůli špatnému prodeji vstupenek.
Black Sabbath začali pracovat na novém materiálu v říjnu 1986 v Air Studios v Montserratu s producentem Jeffem Glixmanem. Nahrávání bylo od začátku plné problémů, protože Glixman po úvodních sezeních odešel a nahradil ho producent Vic Coppersmith-Heaven. Baskytarista Dave Spitz skončil kvůli „osobním problémům“ a byl přizván bývalý baskytarista Rainbow a Ozzy Osbourna Bob Daisley. Ten znovu nahrál všechny basové linky a napsal texty alba, ale než bylo album hotové, odešel a přidal se ke kapele Garyho Moora. Vzal s sebou i bubeníka Erica Singera. Po problémech s druhým producentem Coppersmith-Heavenem se kapela v lednu 1987 vrátila do Morgan Studios v Anglii, aby spolupracovala s novým producentem Chrisem Tsangaridesem. Během práce ve Spojeném království nový zpěvák Ray Gillen náhle Black Sabbath opustil a založil Blue Murder s kytaristou Johnem Sykesem (ex-Tygers of Pan Tang, Thin Lizzy, Whitesnake).

### 1987–1990: Zpěvák Martin,The Eternal Idol,Headless CrossaTyr

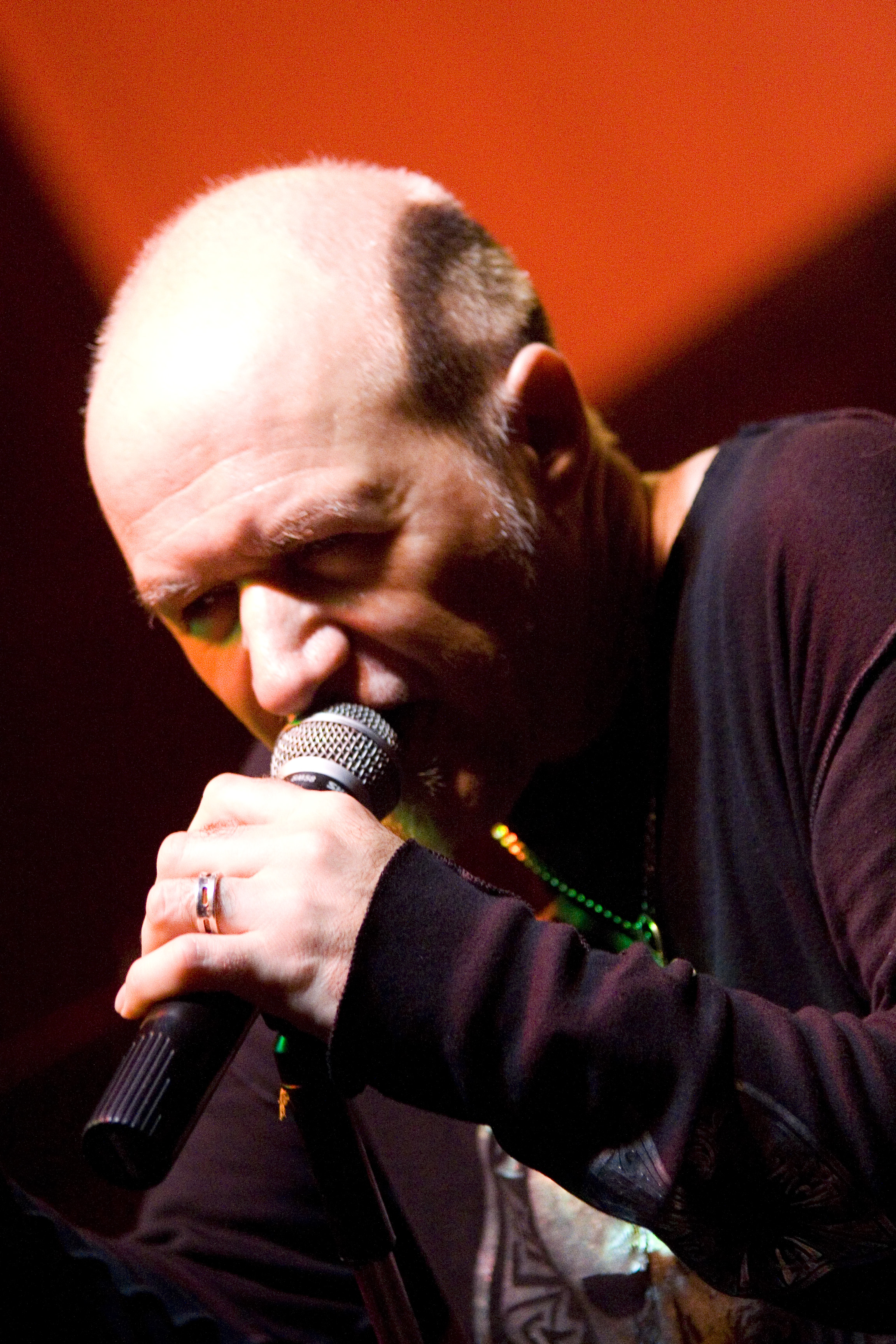
Tony Martin byl hlavním zpěvákem v letech 1987 až 1991 a znovu mezi roky 1993 až 1997.

Kapela si přizvala heavymetalového zpěváka Tonyho Martina, aby znovu nahrál Gillenovy skladby, a bývalého bubeníka Electric Light Orchestra Beva Bevana, aby dokončil několik perkusních přehrávek. Před vydáním nového alba Black Sabbath přijali nabídku zahrát na šesti koncertech v Sun City v Jižní Africe během éry apartheidu. Kapela si vysloužila kritiku od aktivistů a umělců zapojených do organizace Artists United Against Apartheid, která bojkotovala Jižní Afriku od roku 1985. Bubeník Bev Bevan hrát show odmítl a byl nahrazen Terrym Chimesem, dříve z Clash, zatímco Dave Spitz se vrátil k baskytaře.
Po téměř roce práce The Eternal Idol vyšlo 8. prosince 1987 a tehdejšími recenzenty bylo ignorováno. On-line internetové recenze byly smíšené. AllMusic říká, že „Martinův mocný hlas dodal kapele nový oheň“ a album obsahovalo „některé z Iommiho nejtěžších riffů za poslední roky.“ Blender dal albu dvě hvězdy a tvrdil, že album bylo „Black Sabbath pouze podle názvu“. Album dosáhlo na 66. místa ve Spojeném království, zatímco v USA vrcholilo na 168. místě. Kapela koncertovala na podporu Eternal Idol v Německu, Itálii a poprvé v Řecku. Částečně kvůli odporu promotérů kvůli incidentu v Jižní Africe byly zrušeny další evropská vystoupení. Basák Dave Spitz skupinu znovu opustil krátce před turné a byl nahrazen Jo Burtem, dříve Virginia Wolf.
Po špatném komerčním úspěchu alba The Eternal Idol byli Black Sabbath vyřazeni jak Vertigo Records, tak Warner Bros. Records a podepsali smlouvu s I.R.S. Records. Skupina si vzala volno v roce 1988 a vrátila se v srpnu, aby začala pracovat na dalším albu. V důsledku problémů s nahráváním s Eternal Idol se Tony Iommi rozhodl produkovat další album skupiny sám. "Byl to úplně nový začátek," řekl Iommi. "Musel jsem to celé přehodnotit a rozhodl jsem se, že musíme znovu vybudovat určitou důvěryhodnost." Iommi získal bývalého bubeníka Rainbow Cozyho Powella, dlouholetého klávesistu Nichollse a sezónního basistu Laurence Cottlea a pronajal si „velmi levné studio v Anglii“.
Black Sabbath vydali Headless Cross v dubnu 1989 a tehdejší recenzenti ho také ignorovali, ačkoli přispěvatel AllMusic Eduardo Rivadavia dal albu čtyři hvězdičky a nazval ho „nejlepším albem Black Sabbath bez Ozzyho nebo Dia“. Singl alba, titulní nahrávka „Headless Cross“ dosáhla v žebříčku 62. místa, album bylo v britských hitparádách na 31. místě a na 115. místě v USA. Kytarista Queen Brian May, dobrý přítel Iommiho, zahrál jako host sólo v písni „When Death Calls“. Po vydání alba kapela přidala hostujícího basáka Neila Murraye, dříve z Colosseum II, National Health, Whitesnake, doprovodné kapely Garyho Moora a Vow Wow.
Neúspěšné americké turné Headless Cross začalo v květnu 1989 s předkapelami Kingdom Come a Silent Rage, ale kvůli špatnému prodeji vstupenek bylo turné zrušeno po pouhých osmi vystoupeních. Evropská část turné začala v září, kdy kapela slavila úspěchy v žebříčcích. Po sérii japonských vystoupení se kapela vydala na 23denní ruské turné s Girlschool. Black Sabbath byli jednou z prvních kapel na turné po Rusku poté, co Michail Gorbačov v roce 1989 poprvé otevřel zemi západním kapelám.
Skupina se vrátila do studia v únoru 1990, aby nahráli Tyr, následovníka Headless Cross. I když se technicky nejedná o koncepční album, některá lyrická témata alba jsou volně založena na severské mytologii. Tyr vyšlo 6. srpna 1990 a dostal se na 24. místo britského žebříčku alb, ale bylo prvním albem Black Sabbath, které neprolomilo žebříček Billboard 200 v USA. Album získalo smíšené recenze z internetové éry, přičemž AllMusic poznamenal, že je „v drtivé míře hudební syntézou mýtů a metalu“, zatímco Blender dal albu pouze jednu hvězdu s tvrzením, že „Iommi s touto nevšední sbírkou nadále poskvrňuje jméno Black Sabbath“. Skupina jela na turné na podporu alba s kapelou Circus of Power po Evropě, ale posledních sedm termínů bylo ve Spojeném království zrušeno kvůli špatnému prodeji vstupenek. Poprvé v jejich kariéře nezahrnoval cyklus turné místa po Americe.

### 1990–1992: Návrat Dia aDehumanizer
Během svého turné Lock Up the Wolves po USA v srpnu 1990 se k bývalému vokalistovi Black Sabbath Ronniemu Jamesi Diovi připojil Geezer Butler na pódiu v Roy Wilkins Auditorium, aby zahrál "Neon Knights". Po představení vyjádřili oba zájem znovu se připojit k Black Sabbath. Butler přesvědčil Iommiho, který na oplátku rozbil současnou sestavu a propustil zpěváka Tonyho Martina a basáka Neila Murrayho. "V mnoha ohledech toho lituji, šlo nám to už spolu docela dobře, ale vlastně ani nevím proč jsme se rozhodli že se znovu spojíme s Diem. Nebylo to docela o penězích. Zdálo se mi, že bychom mohli navázat na něco, co fungovalo předtím"
Dio a Butler se připojili k Iommimu a Cozy Powellovi na podzim 1990, aby zahájili další vydání Sabbath. Při zkoušce v listopadu si Powell zlomil kyčel, když jeho kůň zemřel a spadl bubeníkovy na nohy. Protože se nepodařilo album dokončit, Powella nahradil bývalý bubeník Vinny Appice, čímž se sestava Mob Rules znovu spojila a kapela vkročila do studia s producentem Reinholdem Mackem. Celoroční nahrávka byla sužována problémy, které pramenily především z napětí mezi Iommim a Diem při psaní. Písně byly několikrát přepsány. "Byla to jen tvrdá práce," řekl Iommi. „Trvalo nám to příliš dlouho, to album nás stálo milion dolarů, což je zatraceně směšné.“ Dio na album vzpomínal jako na těžké, ale za námahu to stálo: „Bylo to něco, co jsme ze sebe museli opravdu vyždímat, ale myslím, že to je důvod, proč to funguje. Někdy takové napětí potřebujete, jinak skončíte u tvorby vánočního alba."
Výsledné album Dehumanizer vyšlo 22. června 1992. V USA bylo album vydáno 30. června 1992 u Reprise Records, protože Dio a jeho skupina měli v té době stále smlouvu s vydavatelstvím. Zatímco album získalo protichůdné recenze, šlo o největší komerční úspěch kapely za posledních deset let. Album bylo ukotveno v top 40 singlem „TV Crimes“ a dosáhlo vrcholu na 44. místě v žebříčku Billboard 200. Album také představovalo „Time Machine“, jejíž verze byla nahrána pro film Wayne's World z roku 1992. Navíc, představa mezi fanoušky o návratu nějakého zdání "skutečných" Sabbath poskytla kapele tolik potřebnou dynamiku.
Sabbath zahájili turné na podporu Dehumanizer v červenci 1992 s kapelami Testament, Danzig, Prong a Exodus. Bývalý zpěvák Ozzy Osbourne oznámil svůj první odchod do důchodu a pozval Black Sabbath, aby otevřeli svým vystoupením koncert jeho sólové kapely na posledních dvou vystoupeních jeho turné No More Tours v Costa Mesa v Kalifornii. Kapela souhlasila, kromě Dia, který řekl Iommimu: "To nedělám. Nepodporuji klauna." Dio o situaci hovořil po letech:
Uprostřed turné mi bylo řečeno, že otevíráme Ozzymu koncert v Los Angeles. A já řekl: "Ne. Promiň, mám větší hrdost." Tábor od tábora se říkalo mnoho špatných věcí, čímž vnikl tento hrozný rozkol. Takže tím, že [kapela] souhlasila, že bude hrát na koncertech v L.A. s Ozzym, znamenalo to pro mě opětovné shledání. A to zjevně znamenalo zkázu tohoto konkrétního projektu.

Dio opustil Sabbath po vystoupení v Oaklandu v Kalifornii 13. listopadu 1992, jednu noc předtím, než se skupina měla objevit na Osbournově vystoupení k důchodu. Na poslední chvíli zasáhl zpěvák Judas Priest Rob Halford, který s kapelou vystoupil dvě noci. Iommi a Butler se připojili k Osbournovi a bývalému bubeníkovi Wardovi na pódiu poprvé od koncertu Live Aid v roce 1985 a předvedli krátký soubor písní Black Sabbath. To připravilo půdu pro dlouhodobější shledání původní sestavy, i když se tento plán ukázal jako krátkodobý. "Ozzy, Geezer, Tony a Bill oznámili opětovné shledání Black Sabbath," poznamenal Dio. "A já si myslel, že je to skvělý nápad. Ale myslím, že Ozzy si nemyslel, že to byl tak skvělý nápad...byl to jen nápad...nepřekvapilo mě, že to skončilo tak jak to skončilo. Byli snadno čitelní. Nemuseli nic říkat."

### 1992–1997: Návrat Martina,Cross PurposesaForbidden
Bubeník Vinny Appice opustil kapelu po reunion show, aby se znovu připojil k sólové kapele Ronnieho Jamese Dia a později se objevil na albech Strange Highways a Angry Machines. Iommi a Butler získali bývalého bubeníka Rainbow Bobbyho Rondinelliho a znovu dosadili bývalého zpěváka Tonyho Martina. Kapela se vrátila do studia, aby pracovala na novém materiálu, ačkoli projekt původně neměl být vydán pod názvem Black Sabbath. Jak vysvětluje Geezer Butler:
Ani to nemělo být album Sabbath; Neudělal bych to ani pod záminkou Sabbathu. To byla doba, kdy původní kapela mluvila o tom, že by se dali znovu dohromady na reunion turné. Tony a já jsme právě šli s pár lidmi do studia a udělali jsme album jen proto, abychom ho měli, zatímco (údajně) probíhalo reunion turné. Bylo to jako album projektu Iommi/Butler.

Pod tlakem své nahrávací společnosti vydala skupina 8. února 1994 své sedmnácté studiové album Cross Purposes pod názvem Black Sabbath. Album obdrželo smíšené recenze, Blender dal albu dvě hvězdy a o albu Soundgarden Superunknown z roku 1994 napsal, že „má s Black Sabbath společné více, než tento jejich vedlejší kšeft
“. Bradley Torreano z AllMusic nazval Cross Purposes „prvním albem od Born Again, které ve skutečnosti zní jako skutečná deska Sabbath“. Album těsně minulo Top 40 ve Velké Británii a dosáhlo čísla 41 a také dosáhlo 122 v Billboard 200. Na americkém vydání obsahovalo píseň „Evil Eye“, kterou napsal kytarista Van Halen Eddie Van Halen, i když nebyla připsána, kvůli omezením nahrávací společnosti. Turné na podporu Cross Purposes začalo v únoru s Morbid Angel a Motörhead v USA. Skupina natočila živé vystoupení v Hammersmith Apollo 13. dubna 1994, které vyšlo na VHS spolu s CD s názvem Cross Purposes Live. Po evropském turné s Cathedral a Godspeed v červnu 1994 bubeník Bobby Rondinelli opustil kapelu a byl nahrazen původním bubeníkem Black Sabbath Wardem na pět koncertů v Jižní Americe.

Geezer Butler s Black Sabbath roku 1995

Po turné k Cross Purposes basák Geezer Butler opustil kapelu podruhé. "Nakonec jsem byl z posledního alba Sabbath totálně rozčarován a mnohem raději jsem dělal vlastní věci, než věci, které dělali Sabbath." Butler založil sólový projekt s názvem GZR a v roce 1995 vydal album Plastic Planet. Album obsahovalo píseň „Giving Up the Ghost“, která byla kritická vůči Tonymu Iommimu za to, že pokračoval ve jménu Black Sabbath, s textem: You plagiarised and parodied / the magic of our meaning / a legend in your own mind / left all your friends behind / you can't admit that you're wrong / the spirit is dead and gone („Slyšel jsem, že je to něco o mně..." řekl Iommi. "To album jsem dostal před chvílí. Přehrál jsem ho jednou, pak ho měl někdo jiný, takže jsem vlastně nevěnoval žádnou pozornost textům...Je hezké ho vidět dělat jeho vlastní věc – dostat věci z jeho hrudi. Nechci se s Geezerem dostat do roztržky. Pořád je to přítel.“
Po Butlerově odchodu bubeník Ward znovu kapelu opustil. Iommi opět dosadil bývalé členy Neila Murraye na baskytaru a Cozyho Powella na bicí, čímž účinně sjednotil sestavu Tyr z roku 1990. Skupina pověřila kytaristu Body Count Ernieho C, aby nové album produkoval. Bylo nahráno v Londýně na podzim roku 1994. Album obsahovalo hostující vokály v "Illusion of Power" od zpěváka Body Count Ice-T. Výsledné album Forbidden vyšlo 8. června 1995, ale v USA se mu nepodařilo dostat do hitparády. Album bylo kritiky široce grilováno; Bradley Torreano z AllMusic řekl: „S nudnými písněmi, příšernou produkcí a neinspirativními výkony se tomu všemu, kromě těch nejnadšenějších fanoušků, dá snadno vyhnout“, zatímco časopis Blender nazval Forbidden „trapným...nejhorším albem kapely“.
Black Sabbath vyrazili na světové turné v červenci 1995 s předkapelami Motörhead a Tiamat, ale dva měsíce po turné kapelu opustil bubeník Cozy Powell s odvoláním na zdravotní problémy a byl nahrazen bývalým bubeníkem Bobby Rondinellim. „Členové, které jsem měl v minulé sestavě – Bobby Rondinelli, Neil Murray – jsou skvělé, skvělé postavy...“ řekl Iommi fanzinu Sabbath Southern Cross. "Pro mě to byla ideální sestava. Nebyl jsem si hlasově jistý, co bychom měli dělat, ale s Neilem Murrayem a Bobby Rondinellim jsem si opravdu rozuměl."
Po skončení asijské části tour v prosinci 1995 Tony Iommi dal kapele pauzu a začal pracovat na sólovém albu s bývalým zpěvákem Black Sabbath Glennem Hughesem a bývalým bubeníkem Judas Priest Davem Hollandem. Album nebylo oficiálně vydáno po jeho dokončení, i když se brzy poté objevil ve velkém šířený bootleg s názvem Eighth Star. Album bylo oficiálně vydáno v roce 2004 jako The 1996 DEP Sessions, s Hollandovými bicími znovu nahranými studiovým bubeníkem Jimmym Copleyem.
V roce 1997 Tony Iommi současnou sestavu rozpustil, aby se oficiálně dal dohromady s Ozzym Osbournem a původní sestavou Black Sabbath. Zpěvák Tony Martin tvrdil, že od krátkého shledání kapely na show Ozzyho Osbourna v Costa Mesa v roce 1992 se připravovalo shledání původní sestavy a že skupina vydala další alba, aby splnila svou nahrávací smlouvu s I.R.S. Records. Martin později vzpomínal na Forbidden (1995) jako na „výplňové album, které dostalo kapelu z dohody s vydavatelstvím, zbavila se zpěváka a znovu se spojila. V té době jsem však s těmito informacemi nebyl zasvěcen“. I.R.S. Records vydalo kompilační album v roce 1996, aby splnilo smlouvu skupiny, s názvem The Sabbath Stones, které obsahovalo písně od Born Again (1983) po Forbidden (1995).

### 1997–2006: Návrat Osbourna aReunion
V létě 1997 se Iommi, Butler a Osbourne znovu sešli, aby společně s Osbournovou sólovou kapelou vedli turné Ozzfest. V sestavě byl Osbournův bubeník Mike Bordin, který nahradil Warda. "Začalo to tím, že jsem připojil k Ozzymu na pár čísel," vysvětlil Iommi, "a pak se to dostalo do Black Sabbath, kteří předvedli krátký set včetně Geezera. A pak to rostlo, jak to šlo dál... Měli jsme obavy pro případ, že by to byl Bill nezvládl – nezvládl by to – protože to bylo hodně dat a důležitých dat...Jediná zkouška, kterou jsme museli udělat, byla pro bubeníka. Ale myslím, že kdyby Bill přišel, bylo by to zabralo mnohem více času. Museli bychom se na něj mnohem více soustředit.“

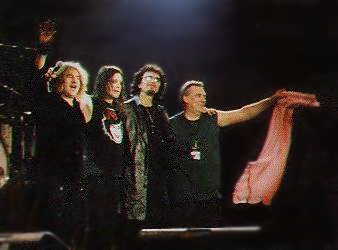
Black Sabbath ve Stuttgartu v prosinci 1999 (zleva: Butler, Osbourne, Iommi, Ward)

V prosinci 1997 se ke skupině připojil Ward, což bylo první shledání původního kvarteta od Osbournovy "rozlučkové show" v roce 1992. Tato sestava nahrála dvě vystoupení na Birmingham NEC, vydané jako dvojalbum Reunion 20. října 1998. Album dosáhlo jedenáctého místa v Billboard 200, stalo se platinovým v USA a zplodilo singl „Iron Man“, za který Sabbath získal svou první cenu Grammy v roce 2000 za nejlepší metalový výkon, 30 let poté, co byla píseň původně vydána. Reunion obsahovalo dvě nové studiové skladby „Psycho Man“ a „Selling My Soul“, z nichž se obě dostaly do top 20 hitparády Billboard Mainstream Rock Tracks.
Krátce před evropským turné v létě 1998 prodělal Ward infarkt a byl dočasně nahrazen bývalým bubeníkem Vinny Appicem. Ward se vrátil na americké turné, s otvíráky Panterou, které začalo v lednu 1999 a pokračovalo přes léto a bylo hlavním tahounem každoročního turné Ozzfest. Po těchto vystoupeních byla činnost kapely přerušena, zatímco členové pracovali na sólovém materiálu. Iommi vydal své první oficiální sólové album Iommi v roce 2000, zatímco Osbourne pokračoval v práci na Down to Earth (2001).
Sabbathi se vrátil do studia, aby se všemi čtyřmi původními členy a producentem Rickem Rubinem pracovali na novém materiálu od jara 2001, ale sezení byla zastavena, když byl Osbourne v létě odvolán, aby dokončil skladby pro své sólové album. "Právě to skončilo..."řekl Iommi. "Je to škoda, protože [písně] byly opravdu dobré." Iommi se vyjádřil k potížím přimět všechny členy k práci:
Teď je to úplně jiné nahrávání. Všichni jsme toho mezitím udělali tolik. V [prvních] dnech žádný mobilní telefon nezazvonil každých pět sekund. Když jsme začínali, neměli jsme nic. Všichni jsme pracovali pro stejnou věc. Nyní každý dělal tolik jiných věcí. Je to skvělá zábava a všichni si dobře popovídáme, ale je to prostě jiné, snažit se dát dohromady album.

V březnu 2002 na MTV debutovala Osbournova reality show The Osbournes, oceněná cenou Emmy, a rychle se stala celosvětovým hitem, čímž se upoutal zájem veřejnosti na všechny jeho předchozí hudební projekty. Vydavatelství Sanctuary Records v roce 2002 dalo na trh koncertní dvojalbum Past Lives, na kterém je materiál nahraný v 70. letech, 20. století včetně alba Live at Last z roku 1980. Kapela zůstala v přestávce až do léta 2004, kdy se vrátila jako tahoun Ozzfestu 2004 a 2005. V listopadu 2005 byli Black Sabbath uvedeni do UK Music Hall of Fame a v březnu 2006, po jedenácti letech způsobilosti, kdy Osbourne neslavně odmítl "nesmyslnou" počáteční nominaci do haly slávy v roce 1999, byla skupina uvedena do americké Rock and Roll Hall of Fame. Na slavnostním předávání cen zahrála Metallica dvě písně Sabbathů, „Hole in the Sky“ a „Iron Man“ jako poctu.

### 2006–2010:The Dio Yearsa Heaven & Hell

Tony Iommi roku 2007 s Heaven & Hell

Zatímco Ozzy Osbourne v roce 2006 pracoval na materiálu pro nové sólové album, Rhino Records vydalo Black Sabbath: The Dio Years, kompilaci písní posbíraných ze čtyř alb Black Sabbath s Ronniem Jamesem Diem. Při vydání se Iommi, Butler, Dio a Appice znovu sešli, aby napsali a nahráli tři nové písně jako Black Sabbath. The Dio Years vyšlo 3. dubna 2007 a dosáhlo čísla 54 v Billboard 200, zatímco singl „The Devil Cried“ dosáhl 37. místa v hitparádě Mainstream Rock Tracks. Iommi a Dio byli výsledkem potěšeni a rozhodli se dát dohromady sestavu z éry Dia pro světové turné. Zatímco sestava Osbourne, Butler, Iommi a Ward se stále oficiálně jmenovala Black Sabbath, nová sestava se rozhodla pojmenovat se Heaven & Hell podle stejnojmenného alba, aby se předešlo zmatkům. Když byl dotázán na název skupiny, Iommi uvedl: „Je to vážně Black Sabbath, ať si o tom říkáme cokoliv... takže každý ví, co dostává, ale ať lidé neočekávají, že uslyší „Iron Mana“ a všechny ty původní písně. Dělali jsme spolu tolik let a je pěkné dělat znovu všechno i všechno to, co jsme dělali s Ronniem." Bill Ward se měl původně zúčastnit, ale před začátkem turné odstoupil kvůli hudebním rozdílům s "pár členů kapely“. Nahradil ho bývalý bubeník Vinny Appice, čímž se účinně sjednotila sestava, která se objevila na albech Mob Rules (1981) a Dehumanizer (1992).
Heaven & Hell koncertovali po USA s předskokany Megadeth a Machine Head a 30. března 2007 nahráli živé album a DVD v New Yorku s názvem Live from Radio City Music Hall. V listopadu 2007 Dio potvrdil, že skupina plánuje nahrát nové studiové album, které bylo nahráno v následujícím roce. V dubnu 2008 kapela oznámila nadcházející vydání nového boxu a svou účast na Metal Masters Tour, spolu s Judas Priest, Motörhead a Testament. Box set The Rules of Hell, obsahující remasterované verze všech alb Black Sabbath v čele s Diem, byl podpořen Metal Masters Tour. V roce 2009 skupina oznámila název svého debutového studiového alba The Devil You Know, které vyšlo 28. dubna.
26. května 2009 podal Osbourne žalobu u federálního soudu v New Yorku proti Iommimu s obviněním, že si nezákonně nárokoval název kapely. Iommi poznamenal, že byl jediným stálým členem kapely po celou 41letou kariéru a že jeho spoluhráči se v 80. letech vzdali práv na jméno. Ačkoli Osbourne v žalobě požadoval 50% vlastnictví ochranné známky, řekl, že doufá, že řízení povede k rovnému vlastnictví mezi čtyřmi původními členy.
V březnu 2010 Black Sabbath oznámili, že společně s Metallicou vydají limitovanou edici singlu na oslavu Record Store Day. Vyšlo 17. dubna 2010. Ronnie James Dio zemřel 16. května 2010 na rakovinu žaludku. V červnu 2010 skončila právní bitva mezi Ozzym Osbournem a Tonym Iommi o obchodní značku jména Black Sabbath, ale podmínky vyrovnání nebyly zveřejněny.

### 2010–2014: Druhé spojení s Osbournem a13
V rozhovoru z ledna 2010, když Osbourne propagoval svou biografii I Am Ozzy, uvedl, že ačkoli to nevylučuje pochybuje, že by došlo ke shledání se všemi čtyřmi původními členy kapely. Osbourne prohlásil: "Nebudu říkat, že jsem to napsal navždy, ale v tuto chvíli si nemyslím, že je nějaká šance. Ale kdo ví, co mi budoucnost přinese? Jestli je to můj osud, dobře." V červenci Butler řekl, že v roce 2011 se žádné shledání neuskuteční, protože Osbourne se již zavázal k turné se svou sólovou kapelou. Toho srpna se však již sešli, aby společně zkoušeli, a pokračovali v tom až do podzimu.
11. listopadu 2011 Iommi, Butler, Osbourne a Ward oznámili, že se znovu sešli, aby nahráli nové album s plnou podporou na začátku roku 2012. Kytaristovi Iommimu byl 9. ledna 2012 diagnostikován lymfom, což kapelu donutilo zrušit kromě dvou vystoupení (Download Festival a Lollapalooza Festival) dříve rezervované evropské turné. Později bylo oznámeno, že komorní show se bude hrát v jejich rodném Birminghamu. Byl to první koncert od reunionu a jediný vnitřní koncert toho roku. V únoru 2012 bubeník Ward oznámil, že se nebude dále účastnit opětovného shledání kapely, dokud mu nebude nabídnuta „podpisovatelná smlouva“.

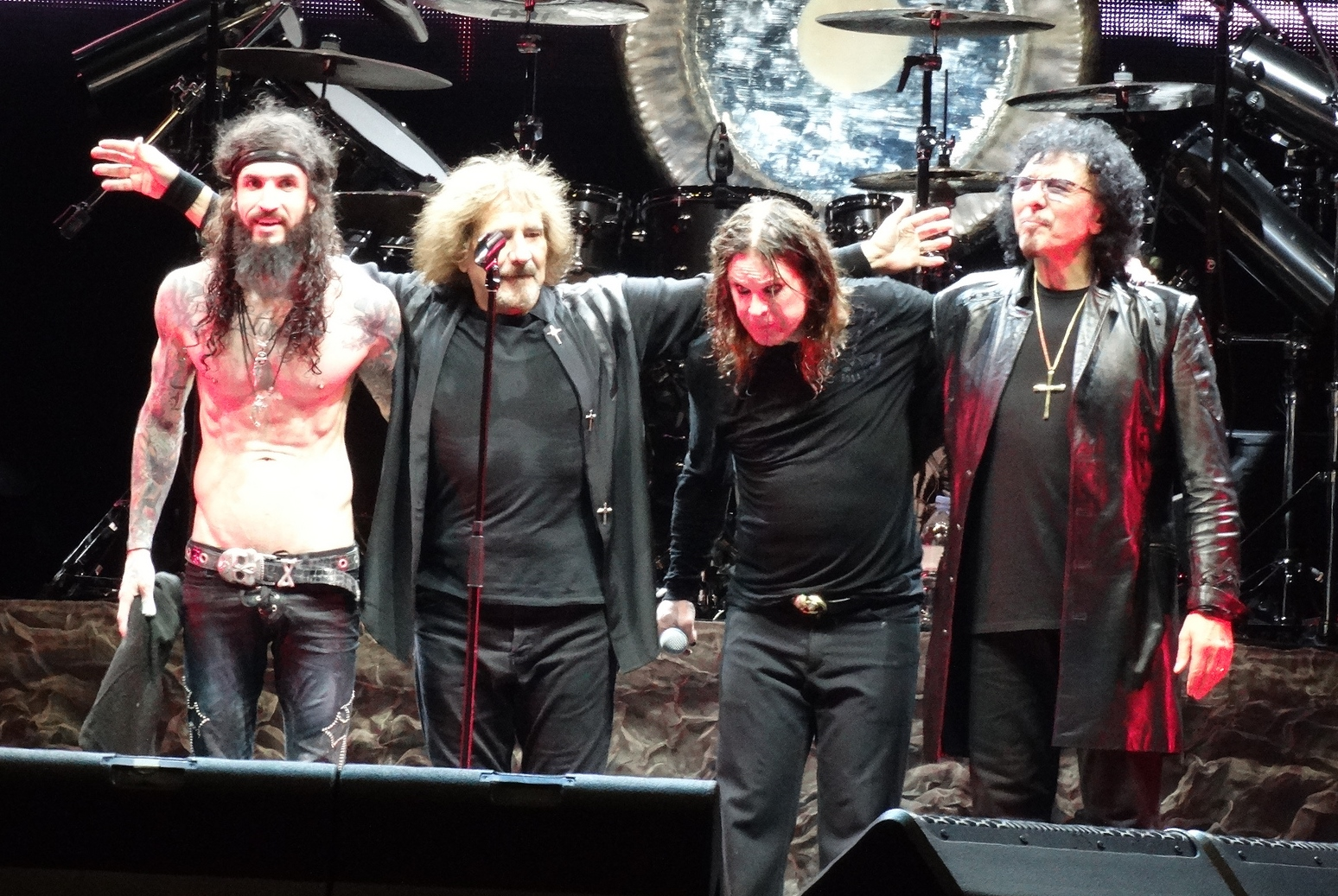
Black Sabbath v Brazílii, 2013 (zleva: Tommy Clufetos, Butler, Osbourne, Iommi)

21. května 2012 v O2 Academy v Birminghamu odehráli Black Sabbath svůj první koncert od roku 2005, na bicí hrál Tommy Clufetos. V červnu vystoupili na Download Festivalu na motoristickém okruhu Donington Park v Leicestershire v Anglii, po kterém následoval poslední koncert krátkého turné na festivalu Lollapalooza v Chicagu. Později téhož měsíce začala kapela nahrávat album.
13. ledna 2013 kapela oznámila, že album vyjde v červnu pod názvem 13. Jako bubeník byl vybrán Brad Wilk z Rage Against the Machine a jako producent Rick Rubin. Mixování alba začalo v únoru. 12. dubna 2013 skupina vydala seznam skladeb alba. Standardní verze alba obsahuje osm nových skladeb a deluxe verze obsahuje tři bonusové skladby.
První singl kapely z 13, "God Is Dead?", vyšel 19. dubna 2013. 20. dubna 2013 zahájili Black Sabbath své první turné po Austrálii a Novém Zélandu po 40 letech, po kterém následovalo turné po Severní Americe v létě 2013. Druhý singl alba, "End of the Beginning", debutoval 15. května v epizodě CSI: Crime Scene Investigation, kde se objevili všichni tři členové. V červnu 2013 se 13 umístilo na prvním místě žebříčku UK Albums Chart i v americkém žebříčku Billboard 200 a stalo se jejich prvním albem, které dosáhlo na první místo v druhém žebříčku. V roce 2014, Black Sabbath obdrželi svou první cenu Grammy od roku 2000 se skladbou "God Is Dead?" jako nejlepší metalový výkon.
V červenci 2013 se Black Sabbath vydali na severoamerické turné (poprvé od července 2001), po němž následovalo latinskoamerické turné v říjnu 2013. V listopadu 2013 kapela zahájila své evropské turné, které trvalo do prosince 2013. V březnu a dubnu 2014 udělali 12 zastávek v Severní Americe (většinou v Kanadě) jako druhou část svého severoamerického turné, než se v červnu 2014 vydali na druhou část svého evropského turné, které skončilo koncertem v londýnském Hyde Parku.

### 2014–2017: Odřeknuté dvacáté album,The Enda rozpuštění
29. září 2014 Osbourne řekl Metal Hammeru, že Black Sabbath začnou pracovat na svém dvacátém studiovém albu na začátku roku 2015 s producentem Rickem Rubinem, po kterém bude následovat poslední turné v roce 2016. V rozhovoru z dubna 2015 však Osbourne řekl, že se tyto plány „mohou změnit“ a dodal: „Všichni žijeme v různých zemích a někteří z nás chtějí pracovat a někteří nechtějí, věřím. Ale vyrazíme spolu na další turné.“

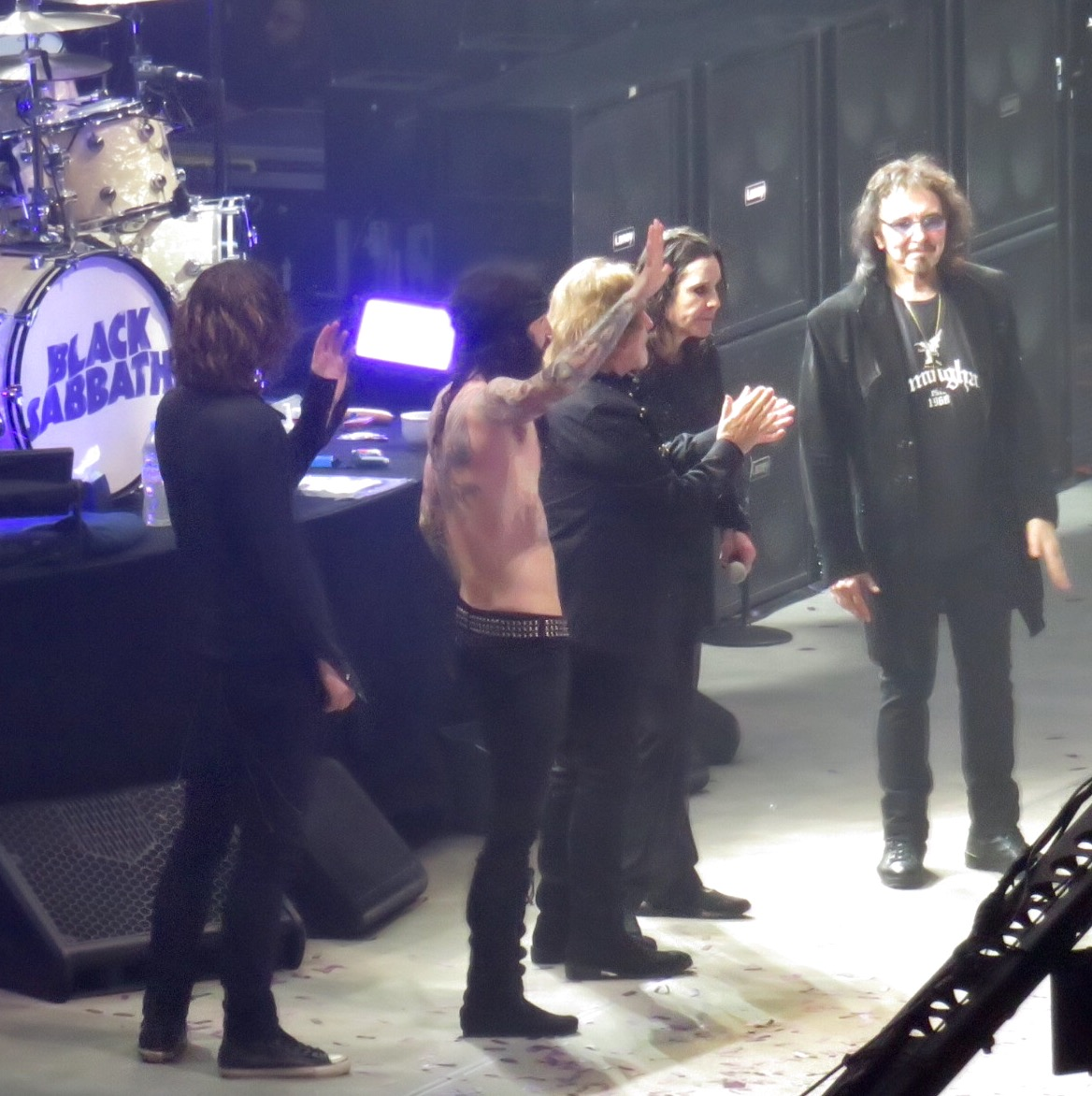
Black Sabbath, Genting Arena, Birmingham, na konci jejich posledního koncertu jako kapely, únor 2017

3. září 2015 bylo oznámeno, že Black Sabbath vyrazí na své poslední turné s názvem The End od ledna 2016 do února 2017. Byla oznámena řada dat a míst v USA, Kanadě, Evropě, Austrálii a na Novém Zélandu. Poslední vystoupení turné The End se konalo v Genting Areně v jejich domovském městě Birminghamu v Anglii ve dnech 2. a 4. února 2017. 26. října 2015 bylo oznámeno, že se kapela složená z Osbourna, Iommiho a Butlera vrátí na Download Festival 11. června 2016. Navzdory dřívějším zprávám, že vstoupí do studia před jejich rozlučkovým turné, Osbourne prohlásil, že další studiové album Black Sabbath nebude. Nicméně osmistopé CD s názvem The End bylo prodáno v termínech na turné. Spolu s několika živými nahrávkami obsahuje CD čtyři nepoužité skladby ze doby alba 13.
4. března 2016 Iommi diskutoval o budoucích reedicích katalogu z éry Tonyho Martina: „Drželi jsme reedice těchto alb kvůli aktuální věci Sabbath s Ozzym Osbournem, ale určitě k nim dojde...Rád bych udělal pár nových skladeb pro tato vydání s Tonym Martinem... Také se podívám na práci na Cross Purposes a Forbidden.“ Martin navrhl, že by se to mohlo shodovat s 30. výročím The Eternal Idol v roce 2017. V srpnovém rozhovoru Martin dodal: „[Iommi] má samozřejmě stále své problémy s rakovinou a to může dobře zabránit tomu, aby se to všechno stalo, ale pokud chce něco udělat, jsem připraven.“ 10. srpna 2016 Iommi odhalil že jeho rakovina je v remisi.
Na otázku v listopadu 2016 o jeho plánech po posledním turné Black Sabbath Iommi odpověděl: "Budu něco psát. Možná budu něco dělat s kluky, možná ve studiu, ale žádné turné." Kapela odehrála svůj poslední koncert 4. února 2017 v Birminghamu. Finální píseň byla živě streamována na facebookové stránce kapely a když se skupina naposledy poklonila, spustil se ohňostroj. Poslední turné kapely nebylo jednoduché, protože dlouhotrvající napětí mezi Osbournem a Iommim se vrátilo na povrch. Iommi prohlásil, že by nevylučoval možnost jednorázových vystoupení, "Neodepisoval bych to, kdyby k tomu jednoho dne došlo. Nebo také nahrát album. Vyrábí se jen na jednom místě. Ale nevím, jestli by se to dalo.“ V rozhovoru z dubna 2017 Butler prozradil, že Black Sabbath zvažovali vytvoření bluesového alba jako pokračování alba 13, ale dodal, že „do cesty vlezlo turné.“
7. března 2017 Black Sabbath oznámili své rozpuštění prostřednictvím příspěvků na jejich oficiálních účtech na sociálních sítích.

### 2017–2024: Následky
V rozhovoru pro ITV News z června 2018 Osbourne vyjádřil zájem o opětovné shledání s Black Sabbath na vystoupení na Hrách Commonwealthu 2022, které se budou konat v jejich domovském městě Birminghamu. Iommi řekl, že vystoupení na akci jako Black Sabbath by bylo "skvělou věcí, kterou můžete udělat, abyste pomohli reprezentovat Birmingham. Jsem pro. Uvidíme, co se stane." Rovněž nevyloučil možnost kapelu reformovat pouze pro jednorázové vystoupení spíše než pro plnohodnotné turné. Iommi byl později oznámen, že bude součástí zahajovacího ceremoniálu her Commonwealthu 2022 spolu s Duran Duran. 8. srpna 2022 se Osbourne a Iommi překvapivě setkali, aby ukončili závěrečný ceremoniál her Commonwealthu 2022 na Alexander Stadium v Birminghamu. Připojili se k nim hudebníci z turné Black Sabbath z roku 2017 Tommy Clufetos a Adam Wakeman v mixu skladeb „Iron Man“ a „Paranoid“.
V září 2020 Osbourne v rozhovoru uvedl, že už o shledání nemá zájem: "Nic pro mě. Je hotovo. Jediné, čeho lituji, je, že jsem neudělal poslední show na rozloučenou v Birminghamu s Billem Wardem. Byl jsem z toho špatnej. Bylo by to tak hezké. Nevím, jaké za tím byly okolnosti, ale bylo by to hezké. Párkrát jsem s Tonym mluvil, ale nemám sebemenší zájem při dalším koncertu. Možná se Tony teď začíná nudit.“ Butler také vyloučil možnost jakýchkoli budoucích vystoupení Black Sabbath v rozhovoru pro Eonmusic dne 10. listopadu 2020 s tím, že kapela skončila: „Už zde nebude nikdy více Black Sabbath. Je hotovo.“ Iommi však v rozhovoru pro The Mercury News zvažoval možnost dalšího reunionového turné a uvedl, že „rád by si s klukama znovu zahrál“ a že postrádá diváky a jeviště. Bill Ward v rozhovoru s Eddiem Trunkem uvedl, že už nemá schopnosti koncertovat s Black Sabbath, ale vyjádřil se, že by rád udělal další album s Osbournem, Butlerem a Iommim.
Navzdory vyloučení možnosti dalšího reunionu Black Sabbath Osbourne v epizodě Ozzy Speaks v Ozzy's Boneyard prozradil, že spolupracoval s Iommim, který se objevil jako jeden z hostů jeho třináctého sólového alba Patient Number 9 (2022). V rozhovoru pro Metro z října 2021 Ward prozradil, že zůstal „v kontaktu“ se svými bývalými spoluhráči a prohlásil, že je „velmi otevřený“ možnosti nahrát další album Black Sabbath: „Nemluvil jsem s klukama o tom, ale mluvil jsem s pár lidmi z managementu o možnosti udělat nahrávku.“
30. září 2020 oznámila společnost Black Sabbath novou kolekci bot Dr. Martens. Partnerství s britskou obuvní společností oslavilo 50. výročí alb Black Sabbath a Paranoid, přičemž boty znázorňovaly umělecká díla z prvního jmenovaného. 13. ledna 2021 kapela oznámila, že 5. března 2021 znovu vydají Heaven & Hell a Mob Rules jako rozšířenou deluxe edici, včetně nevydaného materiálu.
V září 2022 Osbourne zopakoval, že není ochoten pokračovat v Black Sabbath a uvedl, že pokud by skupina udělala další album, nezpíval by na něm. Je však otevřený spolupráci s Iommim na dalších sólových projektech po jeho zapojení do Patient Number 9. Osbourne později odešel z turné v únoru 2023 poté, co se dostatečně nezotavil z lékařského ošetření, čímž byla možnost dalšího shledání Black Sabbath dále zpochybňována. Butler, který odešel do důchodu v červnu 2023, trval na tom, že Black Sabbath byl „uspán“ až do srpna 2023, kdy prohlásil, že je otevřený předvést jednorázovou show, ale prohlásil, "žádnou touhu znovu koncertovat" s Black Sabbath. Podle Iommiho bylo kapele nabídnuto shledání na Power Tripu v říjnu 2023, ale odmítli Ozzy Osbourne zde byl původně naplánován jako tahoun na druhém termínu festivalu; nakonec své vystoupení zrušil a byl nahrazen Judas Priest kvůli zdravotním problémům.
Birminghamský královský balet uvedl Black Sabbath: The Ballet, který měl premiéru v Birmingham Hippodrome v září 2023, před turné v Theatre Royal v Plymouthu a Sadler's Wells Theatre v říjnu.
31. prosince 2023 Iommi oznámil, že v květnu 2024 má vyjít boxset Black Sabbath alb z éry Tonyho Martina.
V červnu 2024 Butler prozradil, že Ozzy chce zoufale odehrát poslední reunion show Black Sabbath.

### 2025: Poslední shledání
V únoru 2025 Ozzy Osbourne oznámil, že původní sestava Black Sabbath se znovu spojí pro jediný poslední charitativní koncert na stadionu Villa Park v Birminghamu 5. července. Akce nesla název Back to the Beginning (Zpátky na začátek) a byla posledním vystoupením jak pro Osbourna, tak pro celou kapelu. Šlo o první koncert Black Sabbath po osmi letech a zároveň o první vystoupení původní sestavy po dvaceti letech. Celý výtěžek ze show šel na podporu léčby Parkinsonova choroby, Dětské nemocnici a hospici v Birminghamu. Hudebním ředitelem koncertu byl Tom Morello. Osbourne prohlásil: „Nevlezu tam na pódium a nebudu tam stát jako poloviční Ozzy, co hledá soucit. Jaký by to kurva mělo smysl? Nechci tam stát v zasraným invalidním vozíku.“
Vedle Osbourna, který vystoupil i sólově, na koncertu zahráli také Metallica, Guns N' Roses, Tool, Slayer, Pantera, Gojira, Alice in Chains, Halestorm, Lamb of God, Anthrax, Mastodon a Rival Sons. Dále vystoupili hosté jako Tom Morello, Steven Tyler, Billy Corgan, Slash, David Draiman, Sammy Hagar, Fred Durst, bývalý kytarista Judas Priest K. K. Downing, bývalý baskytarista Megadeth David Ellefson a tři bývalí členové Osbourneovy sólové kapely (Rudy Sarzo, Jake E. Lee a Mike Bordin). Přestože byl koncert propagován jako poslední, Iommi, Butler a Ward nevyloučili možnost, že by jako Black Sabbath mohli ještě někdy nahrát novou hudbu.
Týden před koncertem byli všichni čtyři původní členové kapely jmenováni čestnými občany města Birminghamu (Freemen of the City of Birmingham). Akci podpořily dvě výstavy. Jedna na Victoria Square, probíhající od 25. června do 28. září, obsahovala panely zobrazující počátky kapely, její historii, úspěchy, obaly alb a dosud nezveřejněné fotografie skupiny. Druhá výstava měla podobu nástěnné malby na zdi v ulici Navigation Street, na mostě nad kolejemi vedoucími do nádraží Birmingham New Street.
Dne 22. července 2025, 17 dní po závěrečném reunion koncertu kapely, Osbourne zemřel.

## Hudební styl
Black Sabbath byli heavy metalová kapela. Kapela je také uváděna jako klíčová pro žánry včetně stoner rocku, grunge, doom metalu a sludge metalu. Na začátku byli Black Sabbath ovlivněni Cream, The Beatles, Fleetwood Mac, Jimi Hendrixem, John Mayall & the Bluesbreakers, Blue Cheer, Led Zeppelin a Jethro Tull.
Přestože Black Sabbath prošli mnoha sestavami a stylovými změnami, jejich základní zvuk se zaměřuje na zlověstné texty a doomovou hudbu, často využívající hudební tritón, nazývaný také „ďáblův interval“. Zatímco jejich alba z Ozzyho éry, jako Sabbath Bloody Sabbath (1973), měla lehké kompoziční podobnosti s žánrem progresivního rocku, který se v té době rozrůstal, stála v příkrém kontrastu s populární hudbou počátku 70. let a temná hudba Black Sabbath byla rockovými kritiky té doby odmítána. Stejně jako mnoha jejich raných heavymetalových současníkům, se kapele nedostalo prakticky žádného vysílání v rockových rádiích.
Jako hlavní skladatel skupiny napsal Tony Iommi většinu hudby Black Sabbath, zatímco Ozzy Osbourne psal vokální melodie a basák Geezer Butler psal texty. Tento proces byl někdy pro Iommiho frustrující a často se cítil pod tlakem, aby přišel s novým materiálem: „Kdybych na nic nepřišel já, nikdo by nic neudělal.“ Na Iommiho vliv Osbourne později řekl:
Black Sabbath nikdy nepsali strukturovanou píseň. Bylo tam dlouhé intro, které přešlo do jazzové skladby, pak šlo všechno folkově...a fungovalo to. Milionkrát jsem říkal, že Tony Iommi by měl být v seznamu velikánů hudby. Dokázal vzít do ruky kytaru, zahrál riff a vy jste mu řekli, že tohle je pecka, kterou už ničím nepřekoná. Vrátili jsme se zpět a můžeme se vsadit o miliardu dolarů, že přišel s dalším řífem, který vás zul z vašich smardlavých ponožek.“

Počínaje třetím albem Master of Reality (1971) začali Black Sabbath používat podladěné kytary. V roce 1965, před založením Black Sabbath, utrpěl kytarista Tony Iommi nehodu při práci v ocelárně a přišel o konečky dvou prstů na pravé ruce. Iommi se téměř vzdal hudby, ale nadřízený v továrně mu poradil, aby si poslechl Django Reinhardta, jazzového kytaristu, který při požáru ochrnul na dva prsty. Iommi se inspiroval Reinhardtem a z plastu a kůže vyrobil dva náprstky, aby zakryl chybějící konečky prstů. Kytarista začal používat tenčí struny a podlaďoval svou kytaru, aby lépe uchopil struny protézou. Brzy v historii kapely Iommi experimentoval s různými laděními, včetně ladění C♯ nebo 3 půltóny dolů, než se usadil na ladění E♭/D♯, někdy i půl tón standardního ladění.

## Odkaz

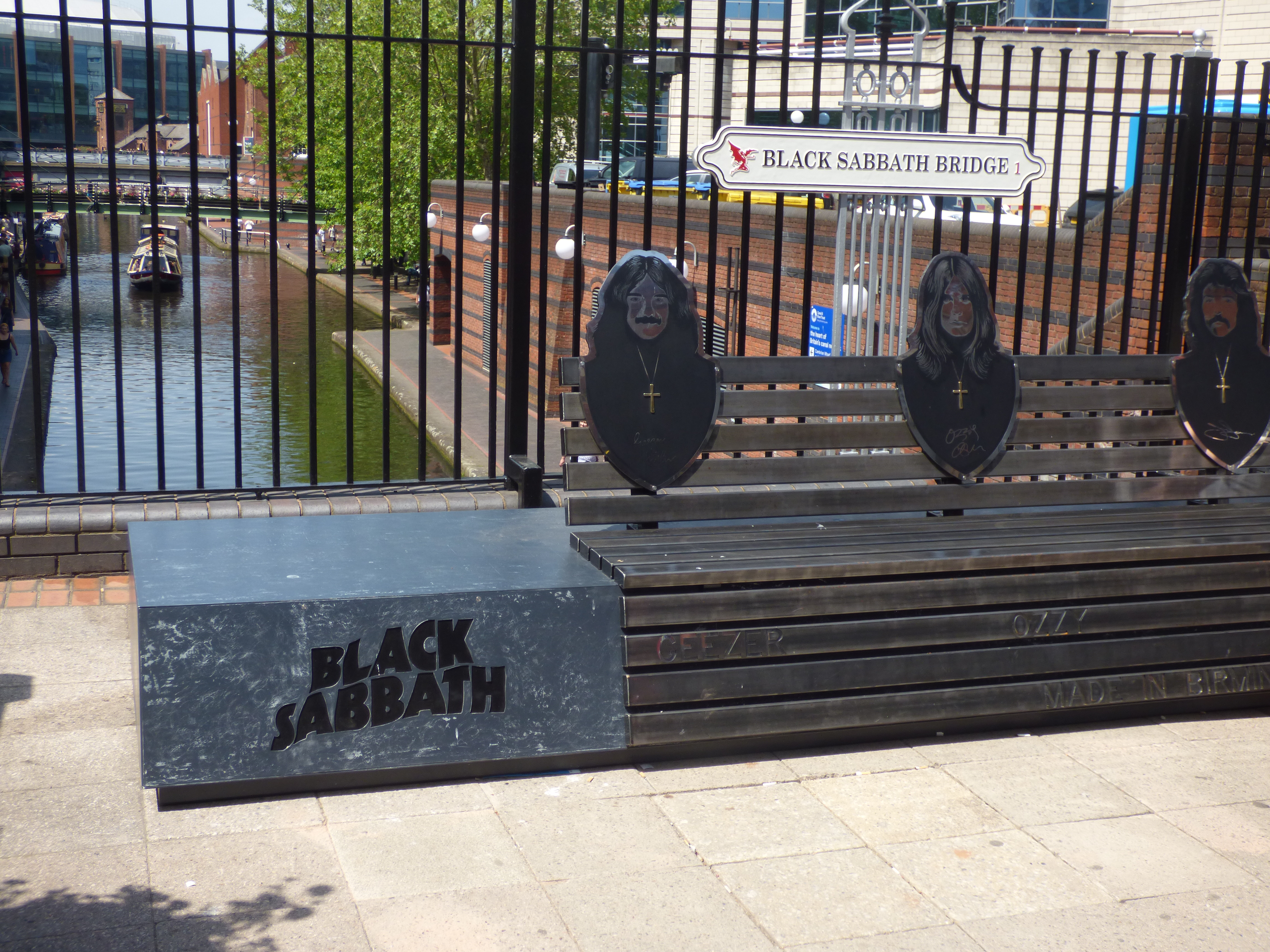
Lavička Black Sabbath na Black Sabbath Bridge na Broad Street v domovském městě kapely Birmingham

Black Sabbath celosvětově prodali přes 70 milionů desek, včetně 15 milionů certifikovaných RIAA v USA. Jsou jednou z nejvlivnějších heavymetalových kapel všech dob. Skupina pomohla vytvořit žánr průkopnickými nahrávkami, jako je Paranoid (1970), album, o kterém časopis Rolling Stone řekl, že „navždy změnilo hudbu“ a nazval kapelu „The Beatles heavy metalu“. Časopis Time nazval Paranoid „místem zrození heavy metalu“ a umístil jej do svého seznamu Top 100 alb všech dob.
MTV umístila Black Sabbath na první místo v jejich seznamu Top Ten heavy metalových kapel a VH1 je umístila na druhé místo v jejich seznamu 100 největších umělců hard rocku. VH1 zařadila skladbu "Iron Man" od Black Sabbath na první místo v jejich odpočtu 40 Greatest Metal Songs. Časopis Rolling Stone zařadil kapelu na 85. místo v jejich seznamu „100 největších umělců všech dob“. William Ruhlmann z AllMusic řekl:
Black Sabbath byl tak vlivný ve vývoji heavy metalové rockové hudby, že byli určující silou ve stylu. Skupina dotáhla blues-rockový zvuk kapel z konce 60. let jako Cream, Blue Cheer a Vanilla Fudge k logickému závěru, zpomalila tempo, zvýraznila basy a zdůraznila ječící kytarová sóla a vyjící vokály plné textů vyjadřujících duševní muka, úzkost a děsivé fantazie. Pokud jejich předchůdci jasně vycházeli z elektrifikované bluesové tradice, Black Sabbath vzali tuto tradici novým směrem, a tak pomohli zrodit hudební styl, který i po desetiletích přitahuje miliony fanoušků.

Podle Holly George-Warrena z Rolling Stone „Byli Black Sabbath heavymetalovým králem 70. let.“ Přestože skupinou zpočátku „opovrhovali rockoví kritici a ignoroval je rozhlas“, prodala více než 8 milionů alb do konce tohoto desetiletí. "Heavy metalová kapela..." žasl Ronnie James Dio. "Kapela, která se neomluvila za to, že přišla do města, kde jen šlapala na budovy."

### Vliv a inovace
Black Sabbath ovlivnili mnoho umělců jako Judas Priest, Iron Maiden, Diamond Head, Slayer, Metallica, Nirvana, Korn, Black Flag, Mayhem, Venom, Guns N' Roses, Soundgarden, Body Count, Alice in Chains, Anthrax, Disturbed, Death, Opeth, Pantera, Megadeth, the Smashing Pumpkins, Slipknot, Foo Fighters, Fear Factory, Candlemass, Godsmack, a Van Halen. Vyšla i dvojnásobně zlatá tribute alba, Nativity in Black Volume 1 & 2, včetně cover verzí od skupin Sepultura, White Zombie, Type O Negative, Faith No More, Machine Head, Primus, System of a Down a Monster Magnet.
Lars Ulrich z Metalliky, který spolu s kolegou Jamesem Hetfieldem uvedl Black Sabbath do Rock and Roll Hall of Fame v roce 2006, řekl: „Black Sabbath je a vždy bude synonymem pro heavy metal“, zatímco Hetfield řekl: „Sabbath mě dostali a nastartovali na všech těch ďábelsky znějících sračkách a utkvělo mi to. Tony Iommi je králem těžkých riffů.“ Kytarista Guns N' Roses Slash o albu Paranoid řekl: „Na celé té nahrávce je něco, co když uslyšíte jako dítě, vtáhne vás to do úplně jiného světa. Otevře vám mysl do jiné dimenze...celé Paranoid je zážitkem o Black Sabbath...přesně ukazuje, co tato kapela ve své době znamenala. Tonyho styl hraní na kytaru, bez ohledu jestli na albu Paranoid nebo Heaven and Hell, je nezaměnitelný“ Kytarista skupiny Anthrax Scott Ian řekl: „V každém rozhovoru, který dělám, vždy dostávám otázku: „Jakých je vašich pět nejlepších metalových alb?“ Usnadňuji si to a vždy říkám prvních pět alb Sabbath.“
Chris Adler z Lamb of God řekl: "Pokud někdo, kdo hraje heavy metal, říká, že nebyl ovlivněn hudbou Black Sabbath, pak si myslím, že vám lže. Myslím, že veškerá heavy metalová hudba byla nějakým způsobem ovlivněna, tím, co udělali Black Sabbath.“ Zpěvák Judas Priest Rob Halford komentoval: „Byli a stále jsou přelomovou kapelou...můžete si dát první album Black Sabbath a zní to pořád stále stejně svěže jako před 30 a více lety. A to proto, že skvělá hudba má nadčasovou schopnost: Pro mě jsou Sabbath ve stejné lize jako Beatles nebo Mozart. Jsou na špici něčeho mimořádného.“ Na adresu Black Sabbath kytarista kapely Rage Against the Machine Tom Morello prohlašuje: "Nejtěžší, nejděsivější, nejúžasnější riffy a apokalyptické Ozzyho kvílení nemají obdoby. Zoufalství a hrozbu birminghamských ulic dělnické třídy, ze kterých pocházeli, můžete slyšet v každém nakopávaném a zlém groove. Jejich příchod rozdrtil hipízáckou, květinovou psychedelii na kaši a nastavil standard pro všechny budoucí tvrdé kapely.“ Phil Anselmo z Pantery a Down prohlásil, že „jen blázen by vynechal to, co Black Sabbath přinesli heavy metalovému žánru“.
Podle Tracii Gunse z L.A. Guns a bývalého člena Guns N' Roses byl hlavní riff "Paradise City" od Guns N' Roses z Appetite for Destruction (1987) ovlivněn písní "Zero the Hero" z alba Born Again. Kytarista King Diamond Andy LaRocque potvrdil, že čistá kytarová část skladby "Sleepless Nights" z Conspiracy (1989) je inspirována hrou Tonyho Iommiho v Never Say Die!.
Kromě toho, že jsou průkopníky heavy metalu, byli také oceněni za položení základů pro heavy metalové subžánry stoner rock, sludge metal, thrash metal, black metal a doom metal, stejně jako pro alternativní rockový subžánr grunge. Podle kritika Boba Gully se zvuk kapely „objevuje prakticky ve všech nejpopulárnějších grungeových kapelách, včetně Nirvany, Soundgarden a Alice in Chains“.
Tony Iommi je považován za průkopníka tenčích kytarových strun. O konečky prstů přišel v ocelárně a při používání náprstků (umělých konečků prstů) zjistil, že standardní kytarové struny je příliš obtížné ohýbat a hrát na ně. Zjistil, že je k dispozici pouze jedna velikost strun, a tak si po letech se Sabbath nechal vyrobit struny na míru.
Kulturně mají Black Sabbath obrovský vliv jak v televizi, tak v literatuře a v mnoha případech se stali synonymem pro heavy metal. Ve filmu Na pokraji slávy (Almost Famous) dává Lester Bangs hlavnímu hrdinovi úkol pokrýt kapelu (zápletka jedna) nesmrtelnou větou: 'Dej mi 500 slov o Black Sabbath'. Publikace Trebuchet Magazine o současné hudbě a umění to uvedla do praxe tím, že požádala všechny nové autory, aby napsali krátký článek (500 slov) o Black Sabbath jako prostředek k prokázání své kreativity a hlasu na dobře zdokumentované téma.

## Členové
Původní sestava
- Tony Iommi – kytara (1968–2006, 2011–2017, 2025)
- Bill Ward – bicí (1968–1980, 1983, 1984, 1994, 1997–1998, 1998–2006, 2011–2012, 2025)
- Geezer Butler – baskytara (1968–1979, 1980–1984, 1987, 1990–1994, 1997–2006, 2011–2017, 2025)
- Ozzy Osbourne – zpěv, harmonika (1968–1977, 1978–1979, 1997–2006, 2011–2017, 2025)

## Diskografie
Studiová alba
- Black Sabbath (1970)
- Paranoid (1970)
- Master of Reality (1971)
- Vol. 4 (1972)
- Sabbath Bloody Sabbath (1973)
- Sabotage (1975)
- Technical Ecstasy (1976)
- Never Say Die! (1978)
- Heaven and Hell (1980)
- Mob Rules (1981)
- Born Again (1983)
- Seventh Star (1986)
- The Eternal Idol (1987)
- Headless Cross (1989)
- Tyr (1990)
- Dehumanizer (1992)
- Cross Purposes (1994)
- Forbidden (1995)
- 13 (2013)

## Turné
- Polka Tulk Blues/Earth Tour 1968–1969
- Black Sabbath Tour 1970
- Paranoid Tour 1970–1971
- Master of Reality Tour 1971–1972
- Vol. 4 Tour 1972–1973
- Sabbath Bloody Sabbath Tour 1973–1974
- Sabotage Tour 1975–1976
- Technical Ecstasy Tour 1976–1977
- Never Say Die! Tour 1978
- Heaven & Hell Tour 1980–1981
- Mob Rules Tour 1981–1982
- Born Again Tour 1983
- Seventh Star Tour 1986
- Eternal Idol Tour 1987
- Headless Cross Tour 1989
- Tyr Tour 1990
- Dehumanizer Tour 1992
- Cross Purposes Tour 1994
- Forbidden Tour 1995
- Ozzfest Tour 1997
- European Tour 1998
- Reunion Tour 1998–1999
- Ozzfest Tour 1999
- U.S. Tour 1999
- European Tour 1999
- Ozzfest Tour 2001
- Ozzfest Tour 2004
- European Tour 2005
- Ozzfest Tour 2005
- Black Sabbath Reunion Tour, 2012–2014[296]
- The End Tour 2016–2017
- Back to the Beginning, 5. července 2025

#### Black Sabbath v Česku
- 14. května 1994 – Ostravar Aréna – Ostrava (Cross Purposes Tour)
- 11. září 1995 – Ostravar Aréna – Ostrava (Forbidden Tour)
- 9. června 1998 – Stadion Eden – Praha (Reunion Tour)
- 29. června 2005 – Sportovní hala Fortuna – Praha (European Tour)
- 7. prosince 2013 – O2 arena – Praha (Reunion/The "13" Tour)
- 30. června 2016 – O2 arena – Praha (The End Tour)